# Storia del Trentino
La storia del Trentino, territorio situato in posizione mediana rispetto all'area mediterranea di cultura latina e l'Europa centrale germanica, ha contribuito nel passato e in epoca moderna a farne un'area di incontro fra civiltà diverse.
Già parte dell'Impero romano e sede di un municipium, il suo assetto territoriale è legato all'istituzione del Principato vescovile di Trento nell'XI secolo, che riprendeva in parte l'antica giurisdizione romana e del successivo Ducato di Trento legato ai Longobardi e alla marca carolingia. Appartenne al Sacro Romano Impero, ai regni napoleonici di Baviera e d'Italia, all'Impero austriaco e al successivo Impero austro-ungarico. Divenne uno dei principali teatri di guerra durante la prima guerra mondiale e in seguito entrò a far parte del Regno d'Italia.

## Età preromana

### Preistoria

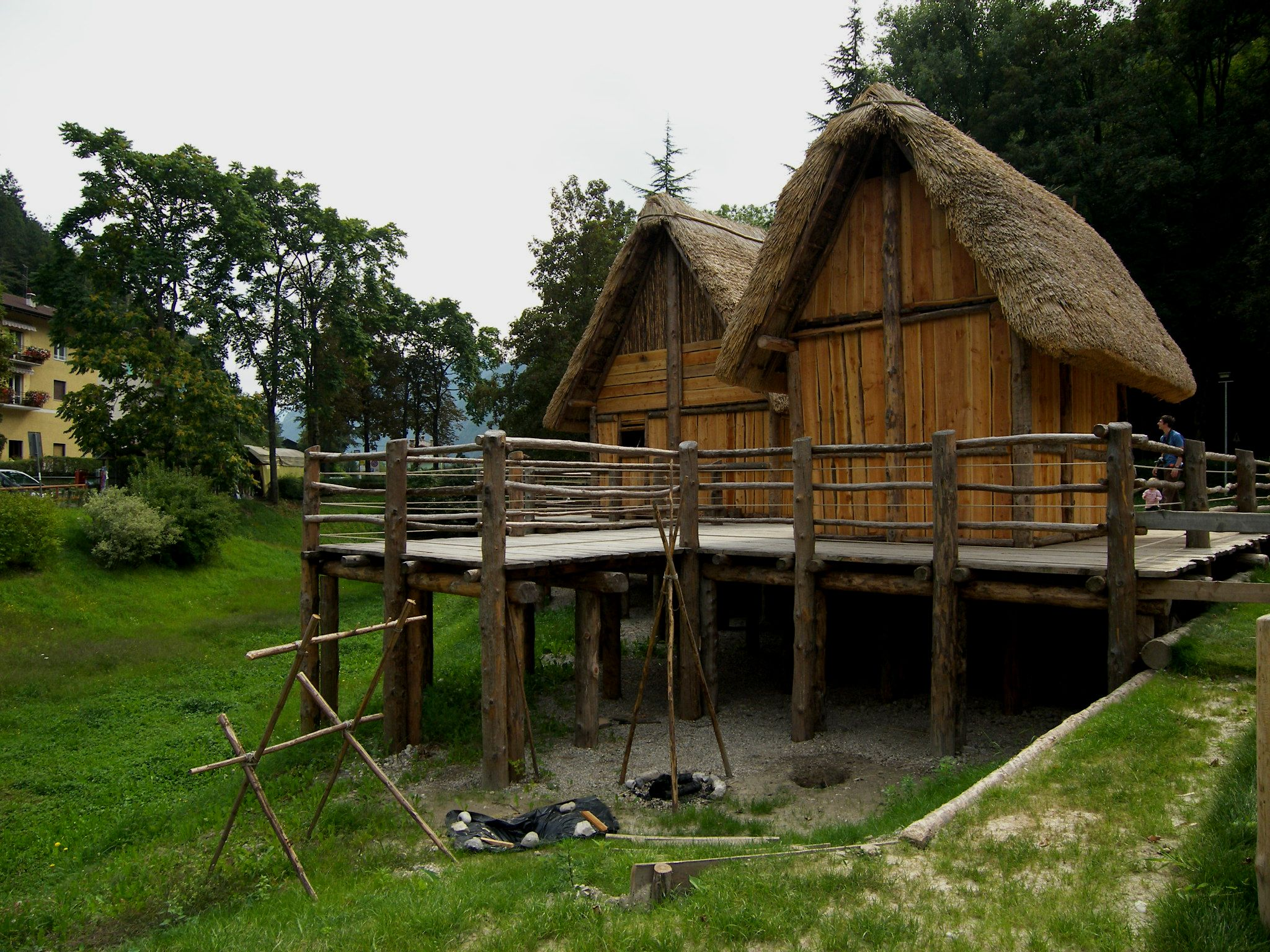
Ricostruzione delle palafitte dell'età del bronzo presso il lago di Ledro

Le diverse valli che compongono il Trentino furono abitate in epoca mesolitica e gli insediamenti più rilevanti si concentrarono nella valle dell'Adige, la zona più adatta alle attività umane per il suo clima e la posizione di centralità rispetto alle valli laterali. Si ipotizza che i primi insediamenti siano relativi a cacciatori provenienti da zone più basse della pianura Padana e delle prealpi Venete, che si spostarono in Trentino a seguito dello sciogliersi del ghiaccio che copriva i territori alpini.
In diverse zone della Provincia sono stati ritrovati reperti risalenti al Mesolitico, in particolare sepolture. Tra queste si possono ricordare gli scheletri di cacciatori ritrovati a Vatte di Zambana e Mezzocorona, mentre oggetti lavorati, destinati ad essere corredi funebri, sono stati ritrovati nei siti di Ischia Podetti. Importante l'insediamento dei Laghetti di Colbricòn, presso il Passo Rolle, vasta area di attività di caccia di uomini del Neolitico.
Nel 1971 si sono trovate tracce dell'uomo presso le pendici occidentali del monte Calisio poco sopra a Trento. Qui venne ritrovata una statuetta di forma femminile ottenuta da un corno di cervo, la cosiddetta "Venere del Gàban", risalente al primo Neolitico.

### I Reti
Intorno al 500 a.C. è attestata nel territorio trentino la cultura di Fritzens-Sanzeno, associata al popolo dei Reti, popolo che lo storico latino Tito Livio afferma essere di origine etrusca (che già occupavano ampi spazi dell'area alpina centrale e orientale), anche se le evidenze archeologiche smentiscono decisamente il rapporto di discendenza dei Reti dagli Etruschi, mentre studi recenti di linguistica hanno confermato una parentela tra la lingua retica e quella etrusca, ipotizzando che la separazione tra le due lingue sia avvenuta in un momento della preistoria precedente all'età del bronzo, con «la comune origine della famiglia linguistica da collocare in tempi più antichi, almeno all’età neolitica ed eneolitica».. I Reti erano stanziati in diverse valli e organizzarono una società abbastanza complessa, costruendo una rete di villaggi molto vasta e dedicandosi a diverse attività di sfruttamento del territorio, che accompagnavano l'occupazione tradizionale della caccia: agricoltura, dalla quale producevano vino (celebre a Roma già in età repubblicana), ortaggi, e diversi tipi di cereali e allevamento di ovini, caprini, bovini e cavalli. In età romana il territorio del Trentino faceva parte della provinicia italica con la regiones Regio X Venetia et Histria confinante a Nord con la Retia, altra provincia romana.

## Età romana

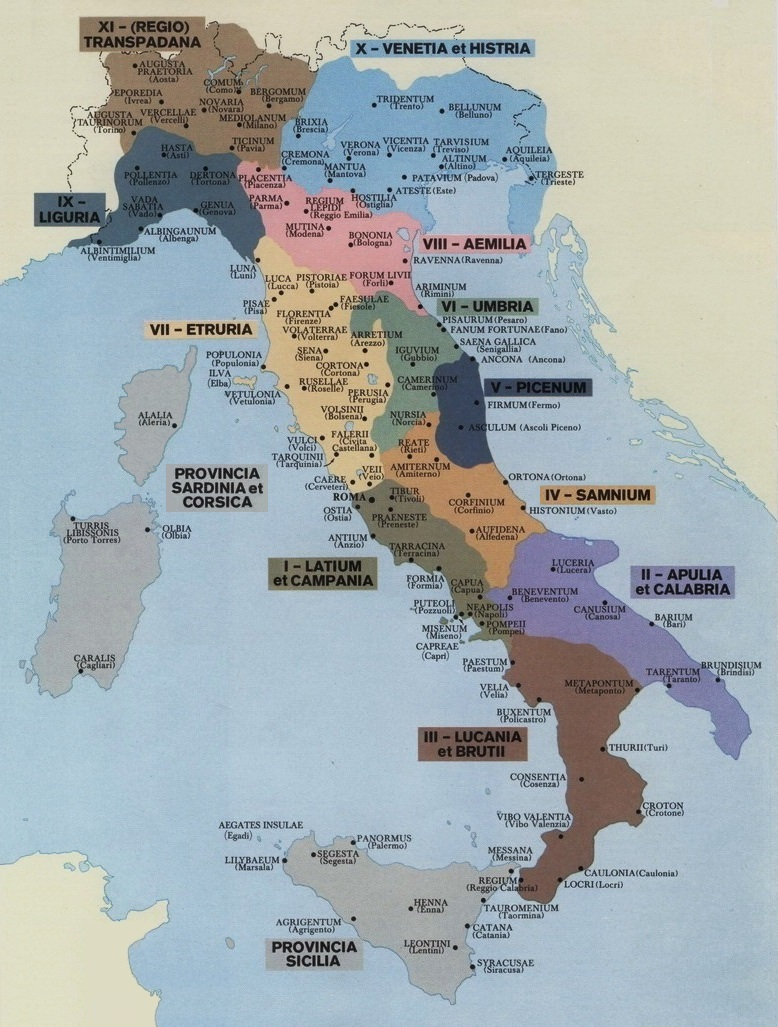
Una mappa dell'Italia al tempo dell'imperatore romano Augusto

Mappa della Tridentum romana

L'integrazione della regione nei domini di Roma avvenne solo nel I secolo a.C. La sconfitta definitiva dei Reti, avvenuta nei pressi di Bolzano, si ebbe a seguito delle campagne militari nelle Alpi di Druso e Tiberio nel 16/17 a.C.
Nel I secolo a.C. venne fondata anche la città di Tridentum, attuale Trento (anche se alcuni studiosi ipotizzano una fondazione precedente, risalente all'invasione gallica del III secolo a.C.).
La città divenne municipium romano tra il 50 e il 40 a.C. e venne strutturata secondo i principi canonici dell'urbanistica romana (pianta basata sul cardo e sul decumano; presenza del foro, dell'anfiteatro, delle terme, e di un'imponente cinta di mura esterne). I confini del municipium andavano dall'attuale Trentino occidentale e meridionale (con l'esclusione della bassa Valsugana, legata al feltrino) sino all'attuale Alto Adige (Bolzano, bassa Val Venosta, bassa Val d'Isarco).
In età imperiale Claudio (41-54 d.C.) comprese l'importanza strategica del territorio trentino e sfruttò la posizione di Trento completando due grandi strade: la via Claudia Augusta Padana, che da Ostiglia raggiungeva il passo Resia, e la via Claudia Augusta Altinate che, partendo dall'allora importante porto di Altino, si ricongiungeva nel capoluogo trentino con la Padana attraverso la Valsugana.

## Età medievale

### Alto Medioevo

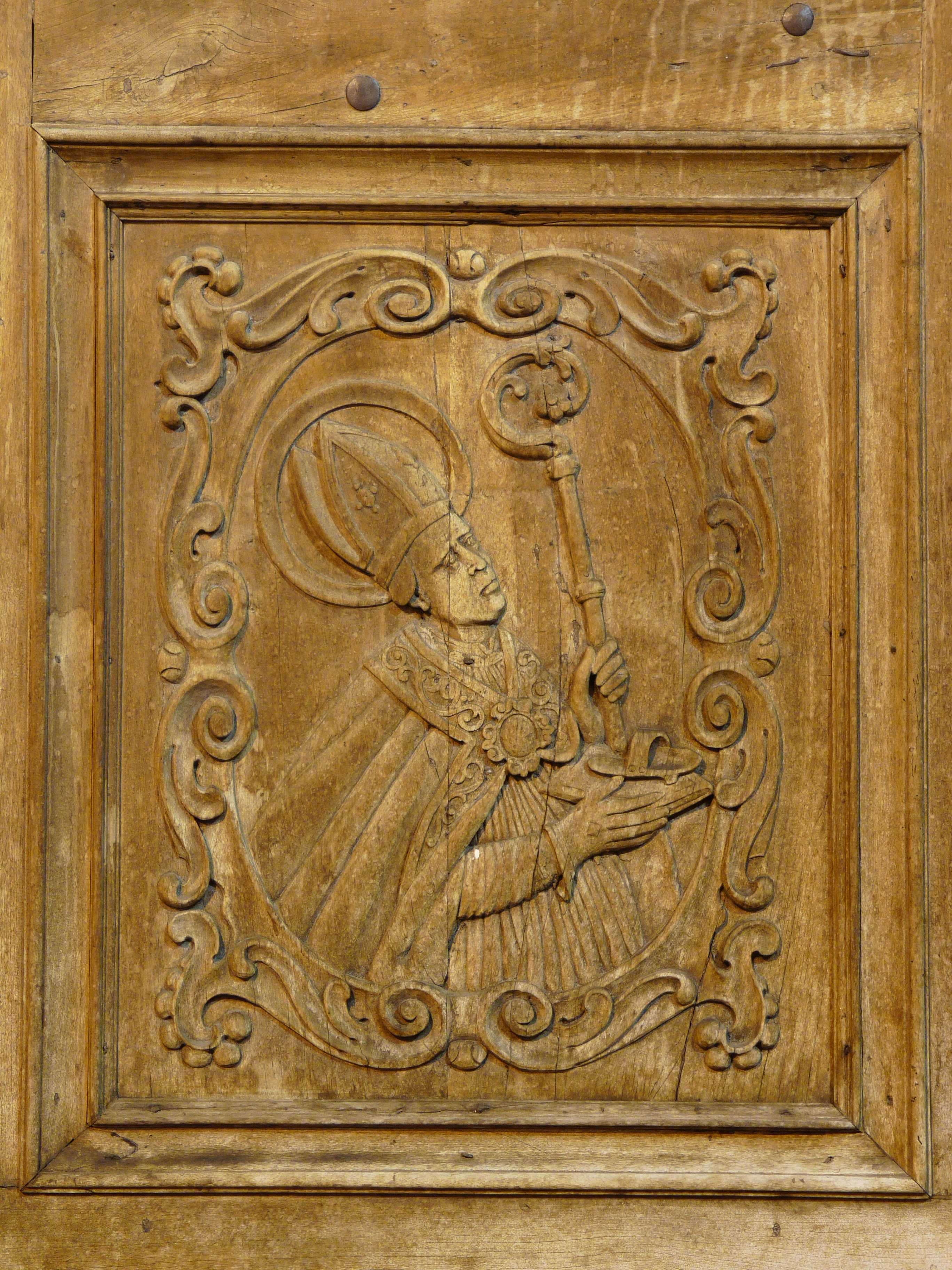
San Vigilio di Trento

Nel V secolo l'area trentina assistette ad una serie di invasioni provenienti da nord e da est: prima gli Ostrogoti, seguiti da Bavari, Longobardi e Franchi. A differenza dell'area altoatesina, posta a nord, quella trentina comunque riuscì a mantenere il suo carattere di territorio profondamente romanizzato.
Tra il 400 e il 500 d.C. si concluse il lungo processo di evangelizzazione delle vallate trentine, ad opera di diversi vescovi e chierici, tra cui il vescovo martire e patrono di Trento Vigilio, morto durante l'evangelizzazione della pagana Val Rendena il 26 novembre del 400.
Il Trentino subì nel 568-569 l'invasione dei Longobardi, che costituirono il Ducato di Trento, uno dei principali ducati del loro regno. Con la dominazione longobarda inizia a svilupparsi un concetto di unità territoriale dell'area trentina ("Tridentinum territorium"), grazie all'opera del duca Ewin, da alcuni storici considerato il primo vero fondatore dell'unità territoriale autonoma del Trentino. In questo periodo dominano le forme giuridiche longobarde, il cui perdurare fino all'XI secolo è attestato dalla cosiddetta "lettera di San Vigilio".
Nel 774 l'area trentina passò sotto il dominio dei Franchi ed entrò a far parte del Regno Italico, nel quadro dell'Impero carolingio, con la formazione di una contea (comitatus) o marca che ricalcava il precedente ducato longobardo.
Dopo la morte di Carlo Magno (814) l'area visse un periodo di turbolenza, come tutto l'impero carolingio, a causa delle guerre di successione dinastica (spartizione dei territori, titolo di re d'Italia, titolo imperiale). La divisione tra i figli di Ludovico il Pio nell'843 andò a dividere l'antico comitatus: Trento e la Valle dell'Adige sino a Merano al Regno d'Italia (a Lotario I), le altre valli al regno franco orientale (Ludovico II il Germanico).
Tale periodo di instabilità durò almeno fino al 951-952, quando Ottone I di Sassonia (futuro imperatore) scese in Italia.
Manasse II di Arles, originario della Francia, venne nominato vescovo di Trento, Verona e Mantova nel 935 dallo zio Ugo di Provenza, re d'Italia, e quindi nel 948 arcivescovo di Milano da Lotario, suo cugino. Nel 945, Manasse cambiò partito (ai danni dello zio) schierandosi dalla parte del futuro imperatore Ottone I, che sosteneva Berengario d'Ivrea contro re Ugo, e permettendogli il passaggio in Italia attraverso il Brennero.
Manasse perse il controllo del vescovato di Trento nel 951, da Ottone I di Sassonia, sceso in Italia per cingere la corona italica, il quale nel 952 sottrasse l'area (Ducato o Marca) di Trento e la Marca di Verona dal regno italico di Berengario I per inserirla entro il Ducato di Baviera. L'intenzione era quella di attribuire sempre maggiori poteri temporali ai vescovi, in particolare delle zone alpine di transito, in funzione di stabilizzazione politico-militare.
Nel 962 Ottone I ottenne la corona imperiale: il Trentino entra a far parte del Sacro Romano Impero di Germania; inoltre, in seguito ad una modifica più formale, nel 976 il comitato di Trento e la marca veronese furono aggregate da Ottone II al ducato di Carantania, comprendente anche la Carinzia, la Carniola e la Stiria.

### Dopo il 1000: il Principato vescovile

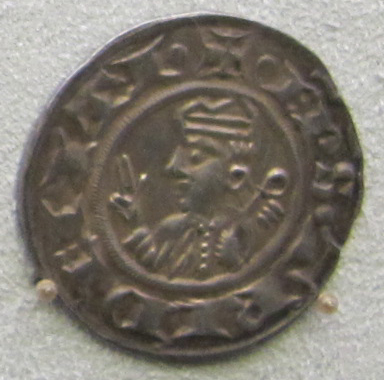
Un Grosso, moneta medievale diffusa nel Trentino-Alto Adige

Dopo la morte di Ottone III (1002), salì al trono imperiale Enrico II. Egli scese in Italia per ripristinare la sua autorità contro il rivale, il re Arduino d'Ivrea, poi sconfitto anche grazie all'aiuto del vescovo di Trento, Uldarico I. Per ricompensare il vescovo, l'imperatore lo avrebbe nominato principe. L'origine del Principato vescovile tridentino risalirebbe dunque già al 1004. Tuttavia, la prima fonte ufficiale di istituzione di tale principato risale al 1027, quando l'imperatore Corrado II, successore di Enrico II, nominò il vescovo di Trento Udalrico II principe del territorio tridentino.
Le zone del principato vescovile comprendevano originariamente il Trentino occidentale e centrale, la parte occidentale e centrale dell'attuale Alto Adige, parte del Trentino orientale con esclusione del Primiero e della Valsugana orientale (territori assegnati inizialmente al vescovo di Feltre) e della Val di Fassa (affidata al vescovo di Bressanone).
Il vescovo di Trento ottenne dall'imperatore il diritto di esercitare tutte le funzioni pubbliche, di riscuotere i tributi e di amministrare la giustizia autonomamente. Sotto l'episcopato di Federico Vanga (venostano, vescovo tra il 1207 e il 1217), fu elaborato il Codex Wangianus, una grande raccolta dei documenti che attestavano i diritti episcopali. Il principe vescovo, anche se formalmente soggetto solo all'autorità dell'imperatore, nell'esercizio del suo potere temporale era però fortemente limitato per il fatto che non gli era concesso di esercitare direttamente le pene capitali (ecclesia non sitit sanguinem) né occuparsi direttamente di questioni militari (der Pfaffe ist nicht wehrhaft). Per queste incombenze, importanti nel medioevo e imprescindibili per un'autentica sovranità, il vescovo doveva dunque ricorrere ad altri, chiamando (ad vocare) un feudatario di sua fiducia. Pertanto, sin dal XII secolo, i conti del Tirolo, divenuti detentori dell'avvocazia, riuscirono a poco a poco ad erodere il potere vescovile, spesso mediante usurpazioni violente. I conti riuscirono gradualmente ad assumere il controllo delle regioni che corrispondono oggi all'Alto Adige e al Tirolo del Nord, mettendo in discussione anche l'autorità politica del vescovo di Bressanone. L'odierno Trentino e la pianura dell'Adige rimasero al principato vescovile, mentre la città di Bolzano, fondata nel frattempo dal vescovo, fu governata congiuntamente da vescovo e conte.

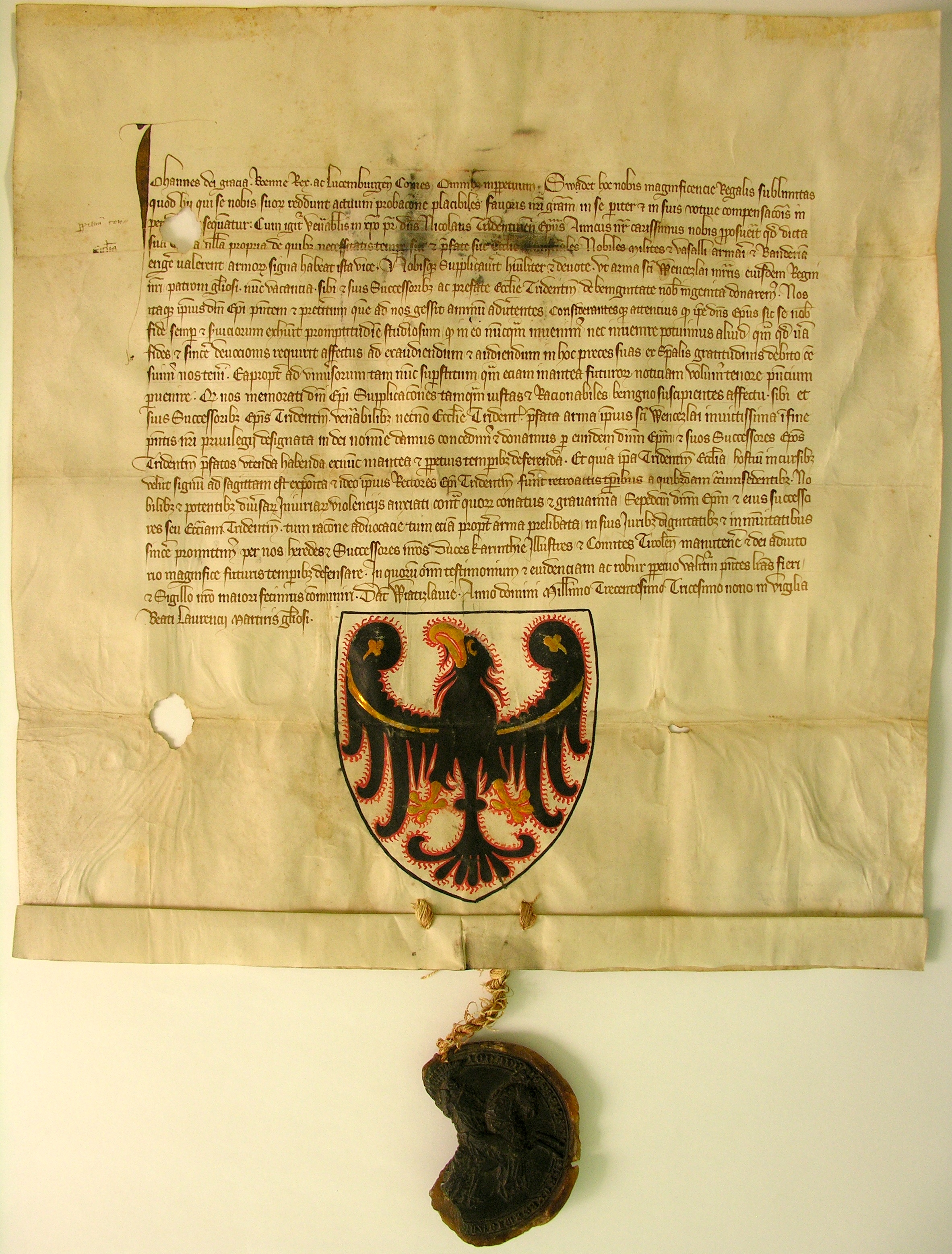
Giovanni I di Boemia, concede al principe vescovo Nicolò da Brno, lo stemma d'armi del principato vescovile di Trento il 9 agosto 1339

Da parte vescovile vi furono tentativi di resistenza alla secolarizzazione e all'inglobamento da parte dei conti del Tirolo. Sfruttando il rapporto di fedeltà e fiducia che lo legava alla casa di Boemia, Nicolò da Bruna (l'attuale Brno, capoluogo della Moravia), venne eletto principe vescovo di Trento nel 1337. Egli era stato consigliere del futuro imperatore Carlo IV di Lussemburgo, figlio di Giovanni I di Boemia. Nicolò da Bruna riorganizzò il principato vescovile, anche dal punto di vista militare. Tra le altre cose, egli ottenne da re Giovanni I di Boemia la concessione per l'utilizzo, come stemma, dell'aquila fiammeggiante di san Venceslao, martire e patrono della Boemia, nel 1339. L'aquila di san Venceslao è ancora oggi in uso come stemma del Comune e della provincia autonoma di Trento.
Dal canto loro anche i conti del Tirolo vennero gradualmente esautorati del loro potere ad opera degli Asburgo finché nel 1363 Margherita di Tirolo fu costretta a cedere la contea al duca d'Austria Rodolfo IV d'Asburgo. Nel 1407 vi fu un episodio di insurrezione capeggiata dal "capitano del popolo" Rodolfo Belenzani contro il vescovo di origine morava Giorgio I di Liechtenstein e i suoi funzionari.

### La dominazione veneziana del basso Trentino

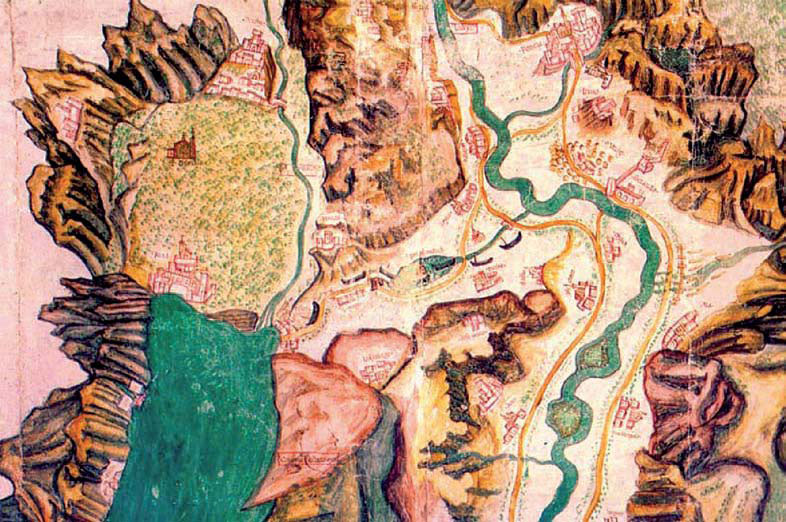
Le mappa del percorso dell'operazione galeas per montes compiuto tra Rovereto e Torbole

La parentesi veneziana cominciò nel 1411, quando la Repubblica di San Marco, per effetto del testamento di Azzone Francesco di Castelbarco, entrò in possesso di territori in Vallagarina, in particolare di Ala, Avio, Brentonico e parte di Mori. Nel 1416 venne sottratta al controllo vescovile anche Rovereto. Sotto il dominio veneziano fu introdotto l'allevamento del baco da seta e del gelso, ponendo le basi per la fiorente industria serica roveretana, la quale però conobbe un vero salto di qualità grazie ad alcuni mercanti di Norimberga trasferitisi in Trentino a partire dalla fine del Cinquecento. Nel 1426 la Val di Ledro e Tignale passarono sotto Venezia.
Nel 1439 i Veneziani, nel tentativo di liberare Brescia, assediata dai Visconti, condussero attraverso territorio trentino l'operazione galeas per montes, il cui scopo era di portare una flotta veneziana nel Lago di Garda risalendo l'Adige e attraversando i monti da Mori a Torbole. L'operazione viene ricordata come grande impresa di ingegneria militare. L'espansionismo veneziano non si fermò e nel 1441 la pace di Cavriana suggellò la conquista di Torbole e Riva del Garda.
Nel 1487 proseguirono le operazioni militari in Vallagarina, nelle Giudicarie e in Valsugana. La battaglia di Calliano vide le truppe veneziane soccombere di fronte a quelle trentine, ma non ebbe effetto concreto. Solo nel 1509 l'espansione di Venezia, sconfitta dalla Lega di Cambrai, poté essere fermata e la Serenissima fu via via costretta ad abbandonare i possedimenti trentini. Le operazioni in Val Vestino (1510-1517) si conclusero con la definitiva ritirata veneziana.

## Età moderna

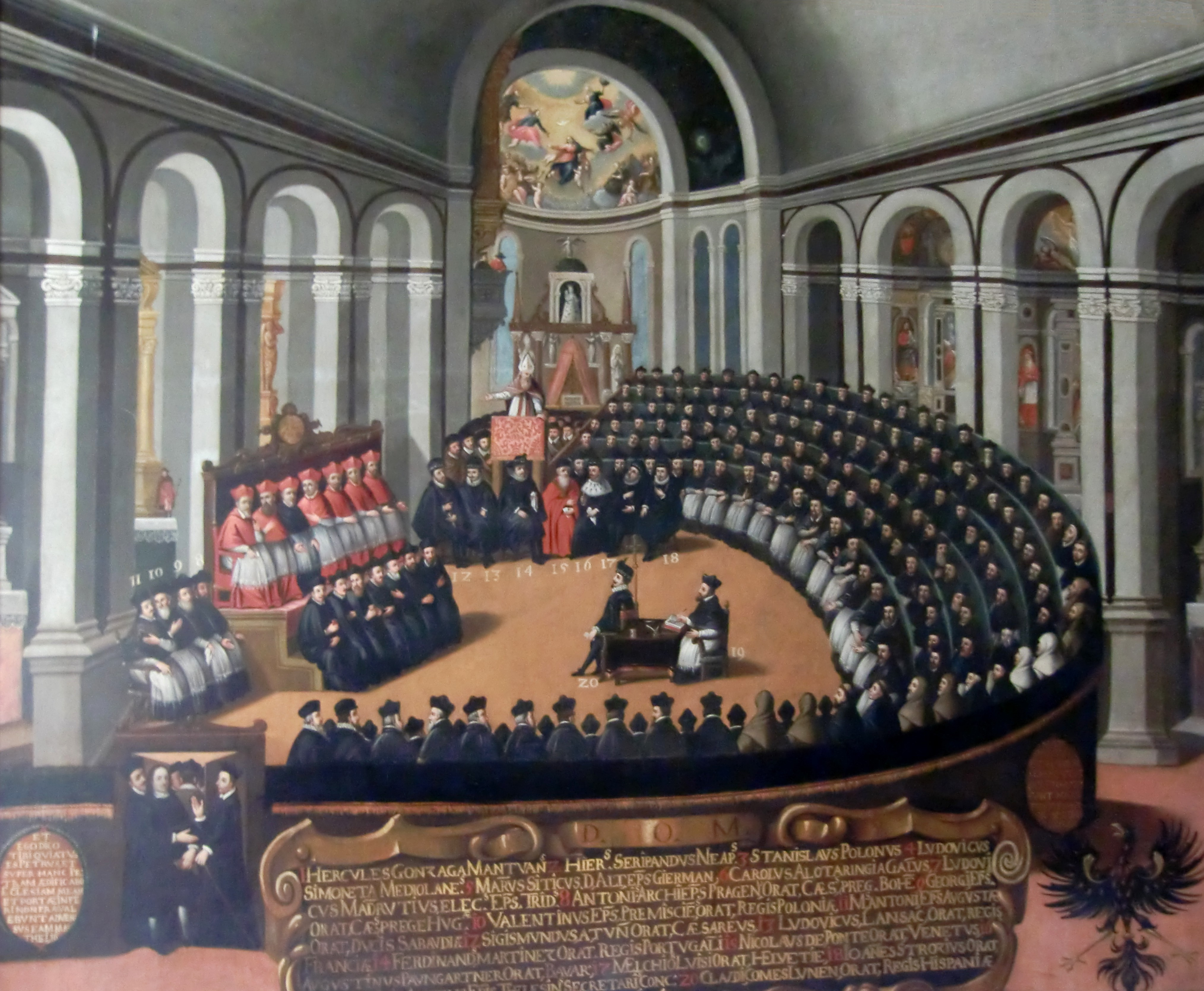
Congregazione generale del Concilio nella chiesa di S. Maria Maggiore a Trento

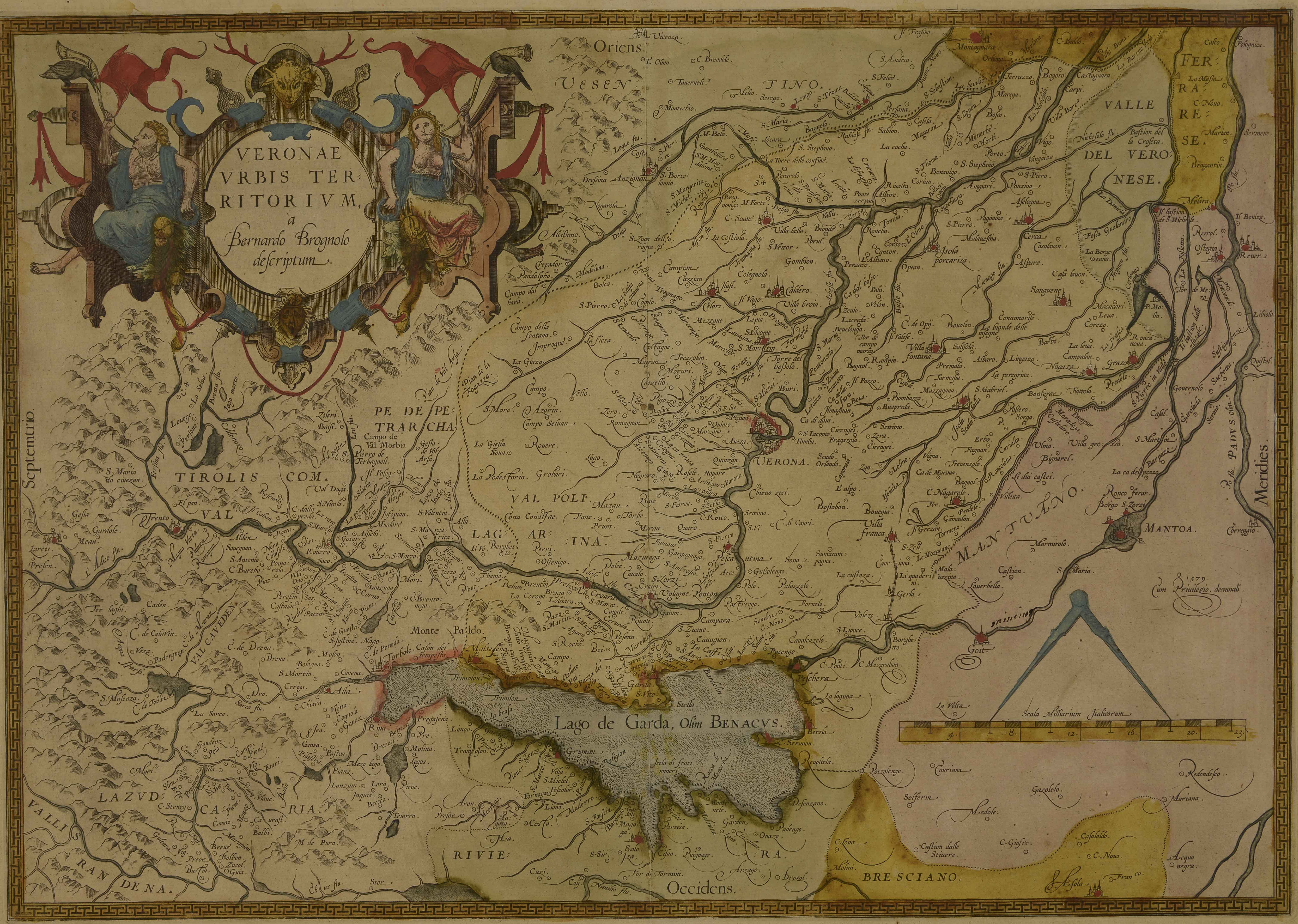
Parte del territorio dell'attuale Trentino, riportato in una mappa del veronese nel 1579.

La rinascita del principato, formalmente autonomo sebbene rientrasse entro la sfera di controllo militare tirolese-asburgica, avvenne nella prima metà del XVI secolo, quando venne nominato principe-vescovo il trentino Bernardo Clesio. Nominato in seguito anche cardinale dal papa, fu una figura assimilabile a quella dei grandi principi rinascimentali italiani. Clesio riorganizzò amministrativamente e militarmente il principato e si dedicò a un generale rinnovamento architettonico ed urbanistico di Trento. Fece inoltre edificare una nuova residenza vescovile, il Magno Palazzo, affiancato all'antico nucleo storico del Castello del Buonconsiglio, affrescato dal Romanino. Figura di grande prestigio, Clesio fu al vertice dell'amministrazione austriaca e delegato alla politica estera dell'impero; tra i favoriti alla successione di papa Clemente VII, nel 1534 vide sfumare la sua elezione al soglio pontificio (venne eletto Alessandro Farnese, Paolo III).
Alla morte di Clesio venne eletto vescovo Cristoforo Madruzzo (dal 1545 cardinale). Con Cristoforo iniziò una sorta di "dinastia vescovile": i membri della famiglia Madruzzo si passarono la carica di principe vescovo di Trento da zio a nipote per ben tre volte, governando per più di un secolo, dal 1539 al 1658.
Trento sin dal XIV era luogo di contatto tra il mondo germanico e quello italico e alcune contrade della città, come quelle di San Pietro, San Marco e del Suffragio, erano tradizionalmente le contrade tedesche abitate da osti, artigiani, commercianti e barcaioli germanofoni. Fu questo, oltre alle pressioni di Clesio, che nel 1542 spinse a scegliere come sede per il concilio la città di Trento. Il cardinale "ospitante" Cristoforo Madruzzo si spese (anche pericolosamente) per una mediazione tra l'ortodossia teologica cattolica e le tesi di riforma protestante, senza ottenere però alcun sostegno tra i diversi vescovi cattolici presenti.

## Età contemporanea

### Diciassettesimo e diciottesimo secolo

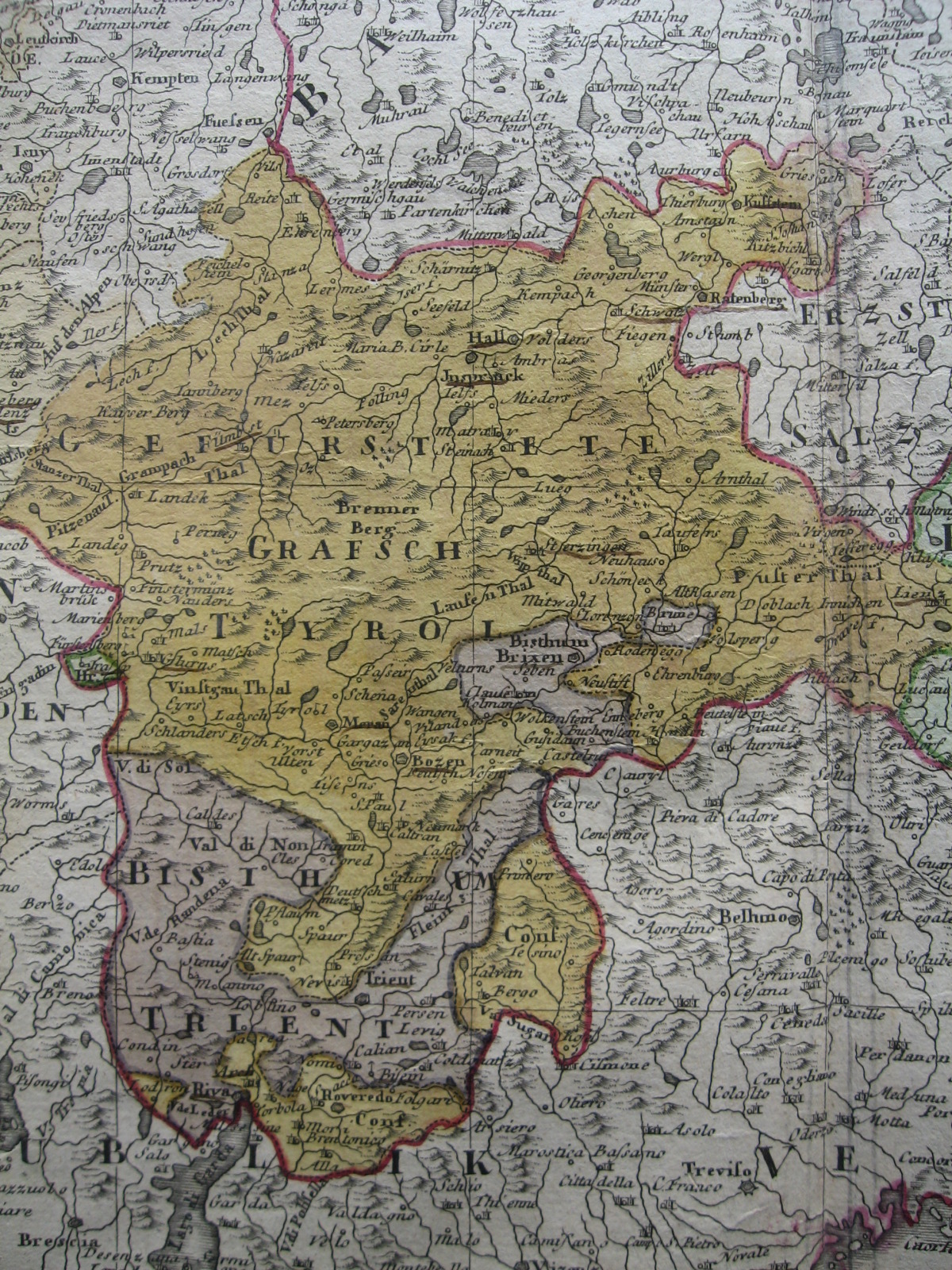
Mappa del 1788, in giallo i territori soggetti alla contea Tirolese e in viola i territori soggetti ai principati vescovili di Trento e Bressanone.

Nel corso del XVII e del XVIII secolo il principato perse piano piano la sua autonomia, dipendendo sempre di più dalla Contea del Tirolo, mentre emergeva come centro culturale la città di Rovereto. Nel 1703 vi fu l'invasione del Trentino, nell'ambito della guerra di successione spagnola. Nel 1750 venne fondata l'Accademia Roveretana degli Agiati ad opera di allievi di Girolamo Tartarotti, riconosciuta formalmente come centro culturale dall'imperatrice Maria Teresa d'Austria nel 1753. Rovereto si contraddistinse per vitalità culturale anche in seguito, con Carlo Antonio Pilati e Antonio Rosmini.

### Epoca napoleonica
Nel 1796 il Trentino fu coinvolto nelle vicende belliche della prima campagna d'Italia di Napoleone Bonaparte.
Nel 1796 Trento fu invasa dalle truppe napoleoniche. Il trattato di Lunéville (9 febbraio 1801) stabilì la secolarizzazione degli stati ecclesiastici, segnando la fine del principato vescovile di Trento (1803). 
Successivamente alla pace di Presburgo del 26 dicembre 1805 l'intero Tirolo passò sotto il filonapoleonico Regno di Baviera inscluso nell'agosto 1806 nella Confederazione del Reno. Si affermò inoltre un'amministrazione centralizzata impostata sul modello francese. La soppressione della dieta provinciale, la politica di sottomissione della chiesa allo stato, la coscrizione militare e le pesanti manovre fiscali, furono causa nel 1809 dell'insorgenza tirolese capeggiata da Andreas Hofer che coinvolse in blocco i tirolesi tedeschi e in buona parte anche le vallate trentine, come la Val di Non, la Val di Sole o la Val di Fiemme, che aveva già anticipato autonomamente la rivolta. Nell'autunno 1809 la sconfitta militare austriaca nella guerra della quinta coalizione e l'arrivo in forze delle truppe napoleoniche italiane e francesi segnò la sorte degli insorti. Hofer venne catturato e fucilato a Mantova il 20 febbraio 1810.
Il nuovo assetto regionale, dopo la pace di Parigi del 28 febbraio 1810 vide l'annessione del Trentino e della Bassa Atesina al Regno d'Italia napoleonico mentre il rimanente del Tirolo tornava alla Baviera. Il territorio trentino venne organizzato nel neoistitituito dipartimento dell'Alto Adige, avente quale capoluogo Trento, eccetto l'area del Primiero che venne invece aggregata al dipartimento della Piave. Fu operata una riorganizzazione sul modello francese che contraddistingueva l'assetto amministrativo e istituzionale del Regno italico ed inoltre venne pubblicata la Costituzione di Lione e introdotto il Codice Napoleone.
L'entrata dell'Austria nella sesta coalizione avvenne nell'agosto 1813 ed il 15 ottobre l'esercito austriaco occupava il dipartimento dell'Alto Adige.

### XIX secolo, fino alla prima guerra mondiale

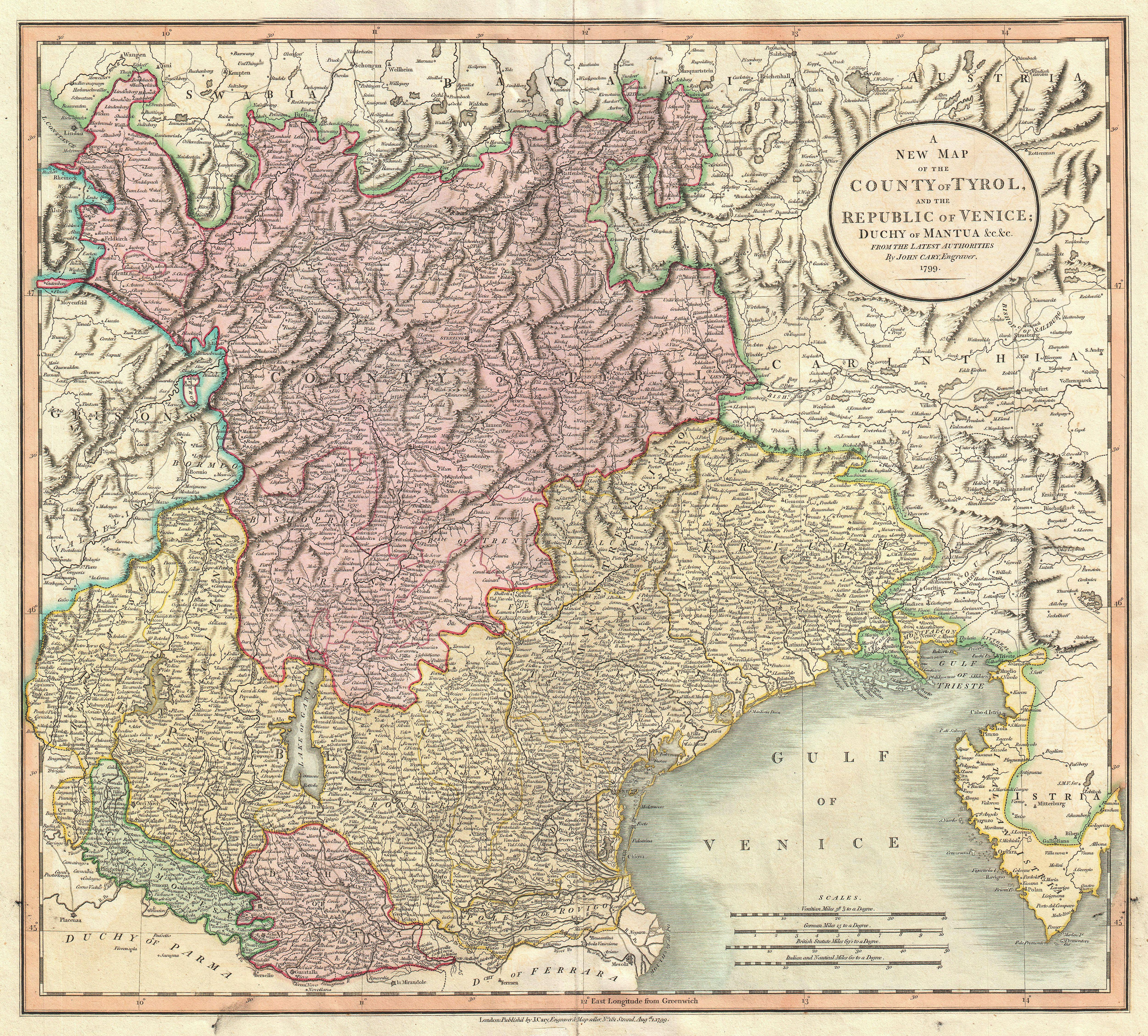
Mappa del Tirolo storico (1815-1918)

La Restaurazione del 1815 confermò la fine del principato vescovile, segnando anche la fine definitiva dell'autonomia politica trentina. Al vescovo di Trento vennero lasciati i titoli solo formali di "Principe" e di "Sua Altezza". Il 7 aprile 1815 i territori tirolesi vennero riorganizzati in sei capitanati circolari, di cui due (quello di Trento e quello di Rovereto) abitati da popolazioni in larga maggioranza italofone. L'amministrazione venne centralizzata ad Innsbruck con un governatore di nomina imperiale. Con patente imperiale del 24 marzo 1816 il Trentino venne incorporato, a questo punto totalmente, nella contea del Tirolo, a maggioranza tedesca. Nella Dieta di Ratisbona del 6 aprile 1818 l'Austria fece annoverare i secolari territori del principato vescovile di Trento fra i paesi ereditari d'Asburgo, potendo così annettere il Trentino alla Confederazione germanica. Ciononostante, in Trentino la lingua in uso negli uffici pubblici, nei tribunali e nell'insegnamento rimaneva l'italiano.
In Trentino, comunque fino al XIX secolo almeno, erano ancora presenti insediamenti di tipo tirolese-tedesco (oltre a quelli già noti e rimasti fino al giorno d'oggi, come i Mòcheni e i Cimbri); nel Pinetano (Montagnaga, Miola, Faida, Bedollo, Regnana), nel Perginese (Masi Alti S. Caterina, S. Vito) e in Valsugana (Ronchi, Roncegno).
L'assetto della contea del Tirolo destava un diffuso malcontento in Trentino, dove si riteneva che le autorità di Innsbruck non investissero sufficienti risorse pubbliche nel loro territorio e non consentissero ai trentini l'accesso ai gradi più elevati dell'amministrazione. La sera del 18 marzo 1848 giunse a Trento la notizia che l'imperatore d'Austria Ferdinando I, sotto pressione della sollevazione popolare viennese, aveva promesso una costituzione. Accanto a queste dimostrazioni si ebbero da parte degli strati più umili della popolazione alcuni disordini diretti soprattutto contro le barriere del dazio poste alle porte della città. Si costituì un locale distaccamento della Guardia Nazionale, che venne sciolto dalle autorità imperiali il 15 aprile, quando Trento venne sottoposta allo stato d'assedio. Giorni prima, l'8 aprile, alcuni dei notabili più in vista erano stati arrestati perché ritenuti i possibili capi di una sollevazione filo-italiana. Nel contempo avvenivano le sommosse nei centri di Milano e di Padova, anch'essi sotto occupazione austriaca, che furono l'origine dell'aumentata irrequietezza nell'allora Tirolo italiano, il Trentino. Le autorità asburgiche dichiararono lo stato d'assedio.
Tuttavia, le manifestazioni nella contea Tirolese, furono comunque ridotte, quasi assenti, soprattutto se paragonate a quelle di Milano e Venezia.
Proprio in quei giorni, all'inizio della prima guerra d'indipendenza italiana, i confini meridionali del Trentino furono teatro della breve e sfortunata incursione dei corpi franchi, gruppi di volontari formati soprattutto da patrioti lombardi. Sconfitti dall'esercito imperiale il 15 aprile 1848 presso Castel Toblino i corpi franchi dovettero ritirarsi lasciando 21 prigionieri in mano austriaca, che vennero fucilati il giorno successivo a Trento.
Nel 1848 ebbero inizio le rivendicazioni trentine di autonomia da Innsbruck. Portati avanti, come ovunque, dalle élite di stampo liberale, i moti insurrezionali del 1848 crearono le basi ad un sentimento di malcontento captato subito dai primi gruppi politici dell'epoca e dal movimento Irredentista, capeggiato in futuro da Cesare Battisti. La richiesta di autonomia trentina venne condensata, dagli irredentisti, nel motto Los von Innsbruck (via da Innsbruck). Il 19 marzo 1848 venne rivolta una petizione al sovrano austriaco per ottenere il distacco del Tirolo italiano da quello tedesco e la sua aggregazione al Lombardo-Veneto, richiesta respinta il 9 aprile.
Nel periodo aprile-giugno 1848 i cittadini del Tirolo italiano furono chiamati ad eleggere i deputati alla costituente di Francoforte e a quella di Vienna (per entrambe attraverso il suffragio universale maschile), ed alla Dieta di Innsbruck con funzioni di costituente dove la rappresentanza sarebbe stata espressa sulla base dei ceti.
I rappresentanti delle popolazioni dei due circoli di Trento e Rovereto sedettero alle assemblee costituenti austriaca e pan-tedesca sostenendo le posizioni delle forze democratiche e progressiste.  La deputazione del Trentino a Francoforte, composta da sei eletti, sotto la guida di Giovanni a Prato prese posto nella sinistra mediana dello schieramento ed intervenne sui principali problemi dibattuti. Anche nella costituente di Vienna, aperta il 22 luglio, la deputazione trentina, sempre guidata dall'a Prato, prese collocazione nella sinistra democratica.
A giugno venne sollevata a Francoforte la questione trentina con la richiesta che i circoli di Trento e Rovereto fossero staccati dal nesso con la Germania, ferma restando l'unione all'Austria, e la petizione per ottenere l'autonomia separata dal Tirolo tedesco. Le due proposte vennero però respinte dalla maggioranza dei deputati: la prima perché ritenuta inammissibile, la seconda perché di competenza dell'assemblea viennese.
A Kroměříž, sede della convenzione austriaca dopo le insurrezioni viennesi di ottobre, venne discussa la proposta di erigere il Tirolo italiano a provincia autonoma, appoggiata da una petizione stesa nel settembre 1848, forte di ben 46.000 firme raccolte nel Trentino. La proposta, accolta nel gennaio 1849 dal comitato costituzionale con 20 voti contro 7, venne invece bocciata il primo marzo con 12 voti contrari rispetto agli 11 a favore. A fine agosto 1848, nel Tirolo italiano era stato inviato dal governo il commissario Fischer e nelle sue mani era stata consegnata una memoria corredata da 3439 sottoscrizioni che, accanto all'inchiesta compiuta in proprio, lo avevano convinto ad esprimere parere favorevole all'autonomia amministrativa del Tirolo italiano. Il dibattito sull'autonomia trentina si interruppe con la chiusura della convenzione viennese il 4 marzo per ordine sovrano.
I trentini rifiutarono invece d'inviare i loro rappresentanti alla Dieta costituente tirolese di Innsbruck per la sproporzione della rappresentanza loro assegnata ed il 19 maggio presentavano una protesta, corredata da 5000 firme, contro la mancata tutela degli interessi del Trentino da parte del governo di Innsbruck.
Il termine Trentino iniziò in quel periodo ad essere usato per indicare la volontà di separare la parte italofona dal resto del Tirolo tedesco. Le richieste trentine di autonomia incontrarono tuttavia una forte opposizione da parte delle autorità tirolesi e non vennero mai soddisfatte dal potere imperiale che dopo aver represso l'insurrezione di Vienna nel novembre 1848 inaugurò la stagione del neo-assolutismo. L'intransigenza austriaca favorì la nascita della Società patriottica a Trento il 29 gennaio 1849, per promuovere la separazione amministrativa e parlamentare dal Tirolo.
Successivamente alla firma dell'armistizio di Villafranca nel 1859 riprese vigore l'aspirazione del Trentino, già espressa nel 1848, di ottenere il distacco dal Tirolo tedesco per entrare a fare parte delle province venete. La richiesta venne formulata dal consiglio comunale di Trento il 23 luglio ed ebbe subito l'appoggio dei maggiori centri del paese e degli operatori economici raccolti in un comitato. La seduta e la delibera del comune di Trento venne però dichiarata nulla e furono accentuate le misure di polizia da parte del luogotenente del Tirolo.

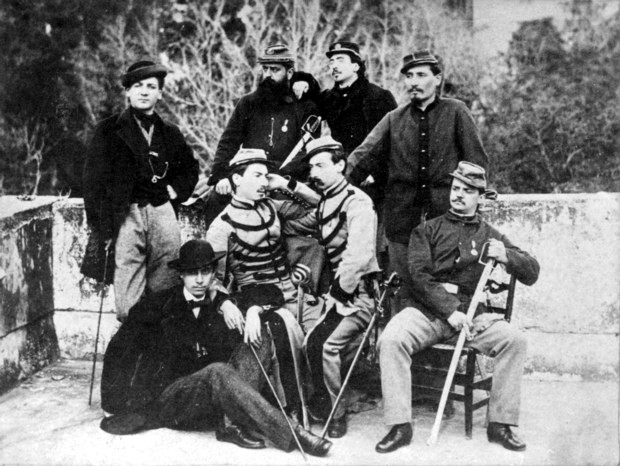
Volontari trentini al comando delle truppe garibaldine dopo la battaglia del Volturno. Da sinistra in piedi il luogotenente Adolfo Faconti, i capitani Camillo Zancani e Oreste Baratieri, il luogotenente Enoch Bezzi. Seduti da sinistra il sottotenente Francesco Martini, il capitano Ergisto Bezzi, il luogotenente Filippo Tranquillini e il luogotenente Giuseppe Fontana.

Soprattutto negli ambienti borghesi presero piede gli ideali dell'irredentismo, che sostenevano l'annessione del territorio di lingua italiana del Tirolo al Regno d'Italia, costituitosi nel 1861. Nel 1866 le forze italiane, da una parte i volontari di Garibaldi dalla Lombardia attraverso la valle del Chiese, dall'altra parte le truppe regolari del Generale Giacomo Medici dal Veneto attraverso la Valsugana, fecero la loro comparsa nel territorio Trentino. Garibaldi, seppur a prezzo di numerose perdite, riuscì a vincere la battaglia di Bezzecca, mentre Medici si trovava ormai alle porte di Trento. La loro avanzata venne però fermata dalla fine della terza guerra d'indipendenza che si concluse lasciando il Trentino in mani austriache.
Erano stati circa 400 i trentini fuoriusciti nei vicini stati italiani per partecipare alle campagne per l'indipendenza italiana. Secondo i dati raccolti nel 1910 da Ottone Brentari furono 15 i trentini tra i Mille e 192 quelli arruolati nell'esercito meridionale; 93 invece quelli che vestirono la divisa dei bersaglieri di Vignola nell'esercito piemontese nel 1859-1860. Furono naturalmente più numerosi gli abitanti della contea tirolese, sia germanofoni che italofoni, arruolati nell'imperiale regio esercito. La contea era infatti tenuta a fornire le truppe necessarie a formare quattro battaglioni.
La questione trentina era stata posta anche a livello europeo all'interno della guerra austro-prussiana. Il governo italiano fece pressioni su Berlino, Parigi e Vienna perché nei compensi venisse inserito anche il Trentino ma nella pace di Vienna del 3 ottobre 1866 all'Italia fu assegnato solo il Veneto.
Dopodiché, la repressione politica austriaca si aggravò. Nel Consiglio della Corona del 12 novembre 1866, l'imperatore Francesco Giuseppe, ordinò di cancellare l'italianità della Dalmazia, della Venezia Giulia e del Trentino (chiamato nell'amministrazione asburgica Welschtirol o Südtirol ovvero "Tirolo italiano" o "Tirolo meridionale"),. Scrive in proposito lo storico Luciano Monzali: "I verbali del Consiglio dei ministri asburgico della fine del 1866 mostrano l'intensità dell'ostilità antiitaliana dell'imperatore e la natura delle sue direttive politiche a questo riguardo. In sede di Consiglio dei ministri, il 12 novembre 1866, egli diede l'ordine tassativo di "opporsi in modo risolutivo all'influsso dell'elemento italiano ancora presente in alcuni Kronländer e di mirare alla germanizzazione o slavizzazione, a seconda delle circostanze, delle zone in questione con tutte le energie e senza alcun riguardo [...] in Tirolo meridionale, Dalmazia e Litorale adriatico". Tutte le autorità centrali ebbero l'ordine di procedere sistematicamente in questo senso".
Ma alla luce delle concrete politiche condotte in Trentino, Litorale e Dalmazia, la repressione politica non toccò tuttavia direttamente la lingua e cultura italiana, l'anno seguente infatti la legge costituzionale sui diritti dei cittadini assicurò anche alla minoranza di lingua italiana il pieno rispetto delle loro prerogative, per cui le minacce avanzate dal consiglio dei ministri non si concretizzarono. I propositi di Francesco Giuseppe vanno visti come una semplice reazione emotiva dopo la perdita del Veneto e non come un reale progetto di intervento. Nel 1867 l'Impero d'Austria divenne Impero Austro-ungarico e tutti i cittadini asburgici iniziarono a godere di maggiori diritti costituzionali; l'articolo XIX  della costituzione austriaca riconosceva a tutte le nazionalità che componevano lo stato "eguali diritti e ciascuna di esse ha un diritto inalienabile di conservare e sviluppare la propria nazionalità e la propria lingua", anche attraverso l'istruzione, che in tutti gli ordini di scuola doveva essere impartita nella lingua madre. Pertanto in Trentino la scuola rimaneva in italiano ed i libri di testo spesso si rifacevano ai coevi testi in uso nel confinante Regno d'Italia.

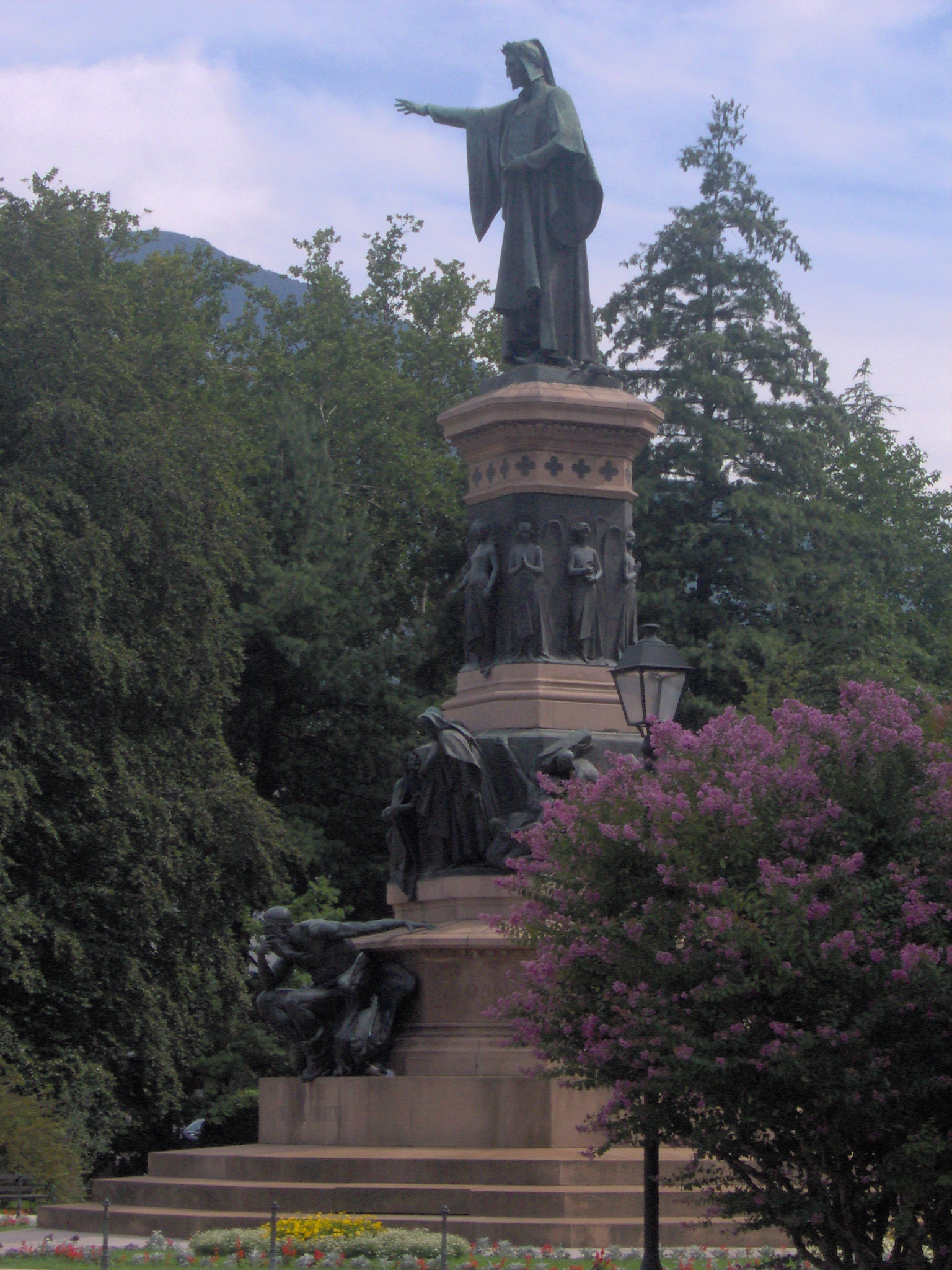
Monumento a Dante nei giardini pubblici di Trento. La statua venne eretta come simbolo dell'italianità della città e in contrapposizione alla statua del cantore medievale Walther von der Vogelweide a Bolzano.

Dall'ultimo quindicennio del XIX secolo in poi la diversità linguistica tra italofoni e germanofoni in seno alla contea del Tirolo, di cui il Trentino continuava a far parte, iniziò a divenire motivo di scontro. Nel 1896 venne inaugurato un monumento a Dante Alighieri a Trento, per simboleggiare l'uso storico della lingua italiana in Trentino, suscitando lo sdegno delle forze anti-italiane. La politica asburgica si fece sempre più repressiva nei confronti delle rivendicazioni politiche trentine, anche a causa dell'accresciuta influenza degli elementi pangermanisti. Gli scontri etnico-linguistici furono accompagnati da scontri fra il mondo laico e il mondo cattolico trentini. Disordini e polemiche si ebbero sempre a Trento a causa della scelta, osteggiata dal mondo cattolico, di dedicare un busto in Piazza Dante allo scienziato evoluzionista Giovanni Canestrini nel 1902.
Il sentimento pangermanista dell'epoca trovò espressione nel Volksbund, organizzazione fondata nel 1905 a Vipiteno che contava tra i suoi esponenti anche il borgomastro di Bolzano, Julius Perathoner, e l'estremista Wilhelm Rohmeder. Quest'ultimo sostenne che i trentini non erano di "razza" italiana, bensì tedesca, e ne propose la germanizzazione, estesa a personaggi storici, come Dante tradotto in Durant Aliger. Le associazioni nazionaliste germaniche si proponevano di germanizzare il Trentino, anche cercando d'insediare coloni germanofoni di religione protestante e costruendo chiese protestanti. Questo suscitò profonda inquietudine nella popolazione trentina e nel mondo cattolico locale. Anche Alcide De Gasperi ed il vescovo di Trento Celestino Endrici criticarono fortemente simili iniziative, che giudicavano lesive del carattere nazionale e religioso del Trentino.
Il nazionalismo pangermanista trovò la sua contropartita nel nazionalismo italiano, con il suo massimo esponente, il trentino Ettore Tolomei, fautore del confine politico-strategico al Brennero, che tacciò di rinunciatari e “salornisti” coloro che limitavano le rivendicazioni italiane al solo Trentino.
Il 3 novembre 1904, a Innsbruck, scoppiarono sanguinosi scontri fomentati dai pangermanisti a danno degli studenti italiani. La facoltà italiana venne chiusa prima ancora dell'inizio dei corsi universitari. Tra gli studenti italiani arrestati dalla polizia figurano Cesare Battisti e Alcide De Gasperi, che divennero primari attori politici nel Trentino tirolese.
Negli stessi anni nacquero in Trentino i primi partiti politici: il partito nazionale-liberale nel 1871, il partito socialdemocratico nel 1894, il partito popolare nel 1904 e la lega dei contadini nel 1910.
Nel 1907 si tennero le prime elezioni a suffragio universale per l'elezione della Camera di Vienna. I popolari risultarono il partito di gran lunga maggioritario, con circa il 70% dei consensi rispetto al 13% dei liberali e l'11% dei socialisti, eleggendo 7 deputati sui 9 spettanti ai trentini. 
Alle successive elezioni del 1911, le ultime prima della guerra, il consenso popolare fu del 61% mentre i socialisti, con il 15%, superarono nei consensi i liberali scesi all'11%. Tra gli eletti dei popolari vi fu anche Alcide De Gasperi mentre l'unico eletto socialista fu Cesare Battisti.
Nel contempo i contrasti politici si facevano sempre più accesi in Trentino, dopo la formazione nel 1907 di una polizia militare direttamente dipendente dal Ministero della Guerra di Vienna, che aveva estesi poteri sull'intera società e poteva scavalcare ogni autorità civile, inclusa la magistratura. Secondo il giornalista nazionalista Virginio Gayda - che in suo scritto del 1914 si fece portavoce delle istanze degli irredentisti e degli interventisti - essa operò con arresti arbitrari, incarcerazioni prolungate, espulsioni; inoltre, egli riportò la notizia secondo cui le autorità asburgiche favorirono in quel periodo la formazione di associazioni segrete dedite allo spionaggio ed alla delazione contro gli italiani.
In vista di un probabile conflitto con il Regno d'Italia, le autorità asburgiche allestirono una linea di fortificazioni per la difesa dei confini meridionali dell'impero austro-ungarico. Esempi ne sono la Fortezza di Trento, in tedesco Festung Trient, con i suoi innumerevoli forti che ancor oggi circondano la città, e le fortezze degli altopiani trentini, come il Forte Campo Luserna.
L'economia trentina fu fortemente danneggiata dalle misure prese dalle autorità imperiali di spezzare i legami culturali ed economici che legavano il Trentino alle regioni italiane limitrofe. Il risultato fu che i commerci, il movimento fisico delle persone, l'insediamento d'imprese ecc. furono ostacolati o talora impediti. Si misero limiti allo stesso allaccio di linee telefoniche ed alla creazione di canali e condotte d'acqua che unissero il Trentino alle regioni italiane circostanti. Tutto questo contribuì ad aggravare la crisi economica nel Trentino asburgico. L'agricoltura trentina-tirolese aveva già duramente risentito della crisi agraria iniziata negli anni '70 del XIX secolo, con il crollo dei prezzi dei prodotti agricoli, le malattia della vite e del baco da seta nonché la violenta alluvione del 1882 avevano peggiorato la crisi. Decine di migliaia di trentini dovettero lasciare la propria terra per emigrare in Europa o nelle Americhe.
A fronte delle condizioni di fame e di miseria, soprattutto nelle valli, venne fondata nel 1890 a Santa Croce di Bleggio, su iniziativa di don Lorenzo Guetti, la prima cooperativa trentina. La ripresa dell'agricoltura poté avvenire con l'inizio del XX secolo anche grazie al movimento cooperativo.
L'unica industria di qualche importanza era quella  idroelettrica. Nel 1913 erano attive in Trentino 48 centrali idroelettriche, capaci di produrre 21.821 Kw, di queste  9 appartenevano a privati, 22 alle municipalità e 17 ai consorzi.
Il turismo termale ed alpino era un importante settore dell'economia trentina, anche se era meno sviluppato rispetto all'Alto Adige e al Tirolo settentrionale. Nel 1913 i visitatori della contea del Tirolo, provenienti soprattutto dalla Germania e da altre regioni dell'impero austroungarico, furono 982.047, di cui circa 150.000 soggiornarono in Trentino.

### La questione nazionale trentina

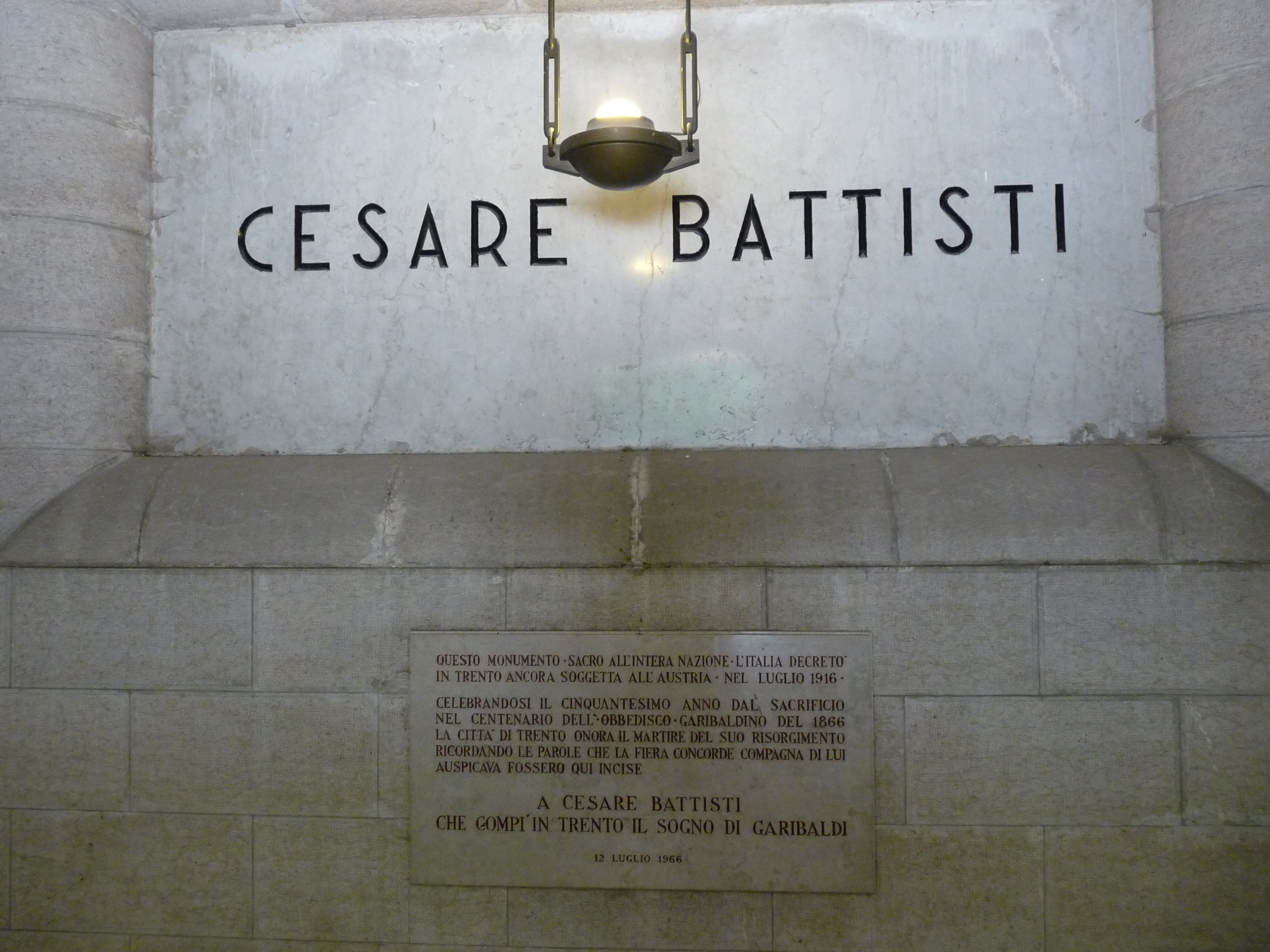
Lapide commemorativa nella cripta del mausoleo di Cesare Battisti sulla sommità del Doss Trento

Sebbene il mondo rurale trentino fosse (almeno prima della Grande Guerra) in larga parte filoasburgico, ciò non impedì la formazione, tra i ceti intellettuali e professioniali trentini di un forte legame con l'Italia e l'espressione di significative rivendicazioni di italianità. Le richieste trentine miravano ad una autonomia decisionale rispetto alla dieta tirolese, dove dominava l'elemento tedesco, anche se l'intransigenza asburgica contribuì a far nascere una volontà separatista, soprattutto dopo la vittoria di Giuseppe Garibaldi a Bezzecca. La borghesia trentina aveva seguito con passione anche l'unione di Roma all'Italia nel 1870, festeggiata a Trento anche con l'esposizione di bandiere italiane. Tutto questo fu addotto come argomento dalle autorità asburgiche contro le richieste di autonomia.
Non bisogna comunque considerare, che qualsiasi attività volta alla promozione dell'italianità rispecchiasse una mera attività di irredentismo, ovvero volta alla diretta separazione territoriale del Trentino. Molte volte, infatti, si trattava solo di voler rimarcare il fatto di avere specifiche peculiarità culturali, riconoscendosi sempre però come parte integrante di uno dei numerosi popoli della monarchia asburgica.
L'irredentismo, almeno fino all'intervento italiano nella prima guerra mondiale, rimase un fenomeno quantitativamente limitato in Trentino. Le posizioni politiche filo-italiane e i contatti politici con il Regno d'Italia dell'avvocato Fabio Filzi e del socialista e geografo Cesare Battisti, eletto deputato fra gli austriaci di lingua italiana nella Dieta di Vienna nel 1911, trovarono un oppositore anche nel cattolico tirolese Alcide De Gasperi, sostenitore della lingua italiana del Trentino, ma comunque legato alla monarchia asburgica. I cattolici trentini erano infatti in maggioranza favorevoli a un ampliamento dell'autonomia in seno all'impero austro-ungarico. De Gasperi, anch'egli eletto deputato alla Dieta di Vienna, ancora nel 1914 confermava all'ambasciatore asburgico a Roma, Barone Karl von Macchio, che se si fosse tenuto un plebiscito, il 90% dei trentini avrebbe votato per l'Austria-Ungheria.
Le autorità austriache, in particolare quelle militari, a partire dal maresciallo Radetzky, avevano in passato nutrito dubbi sulla lealtà trentina nei confronti dell'impero asburgico. Markus von Spiegelfeld, luogotenente dell'imperatore in Tirolo dal 1906 (quindi governatore anche del Trentino), aveva inviato nel 1912 un memorandum all'erede al trono Francesco Ferdinando d'Asburgo dichiarando che la popolazione del Trentino era interamente d'idee e sentimenti italiani: "Nazionale, anzi marcatamente nazionale, è tutta la popolazione laggiù". Scriveva il generale Theodor Edler von Lerch in un suo memorandum: "Coloro che ancora risiedono in Sudtirolo [qui nel senso storico di Trentino] sanno dissimulare le loro convinzioni: anche in questo caso non ci si può illudere e considerare fedeli all'Imperatore quanti sono rimasti. Nessun italiano sudtirolese deve essere considerato assolutamente affidabile."
I trentini arruolati, che combatterono sul fronte italiano, rimasero comunque fedeli ai loro reparti. I casi di diserzione, nonostante avessero di fronte il Regio esercito italiano, furono quasi nulli.
Nel 1911 Benito Mussolini, nel suo libro Il Trentino, veduto da un Socialista: Note e Notizie, dopo aver vissuto per quasi un anno in Trentino si chiedeva come sarebbe stata possibile un'insurrezione per l'annessione all'Italia vista la scarsa partecipazione della popolazione rurale alle richieste di autonomia all'Austria sostenute dai politici autonimisti socialisti trentini alla Dieta di Innsbruck. Mussolini, analizzando gli elementi di cui si compone la Lega Nazionale, nata per contrastatare il tentativi di germanizzazione del Trentino attuato dalla Schulverein, fa inoltre notare che tra i non aderenti all'associazione vi furono i contadini, fedeli allo stato austriaco, sottolineando alcuni episodi nei quali venivano denigrati i regnicoli, cantando inni antiitaliani, e inneggiando all'Austria.
A far data dall'intervento italiano nel 1915, i trentini furono colpiti sia dall'esercito italiano che dall'esercito austriaco con gravi violenze sulla popolazione civile, soprattutto quella rurale. Ci furono numerosi episodi, soprattutto dopo l'entrata in guerra dell'Italia, dove i soldati trentini furono discriminati dalle autorità militari, quantomeno guardati con sospetto, oppure utilizzati nelle azioni più pericolose al fronte. In una seduta del Parlamento di Vienna successiva alla disfatta italiana di Caporetto, il 28 settembre 1917, De Gasperi, di fronte alla sistematica persecuzione della classe dirigente trentina e alla pervicace opera di snazionalizzazione del Trentino operata dai pangermanisti in seguito all'entrata in guerra dell'Italia, domandandosi cosa avessero fatto i trentini per essere considerati come un popolo nemico di quello austriaco, dichiarava: "La colpa è nel peccato originale che è innato in noi, il peccato originale di essere nati italiani".
Tra i vari episodi vi fu quello che Degasperi definì "scandalo della giustizia militare" nel quale furono arrestati un gruppo di italiani d'Austria per presunti atti di spionaggio (tra questi l'avvocato Adolfo de Bertolini, amministratore ufficioso della città di Trento). A seguito della mala gestione e delle persecuzioni adottate durante il prosieguo del processo, in una seduta parlamentare del 1918, Degasperi affermò:

### La prima guerra mondiale

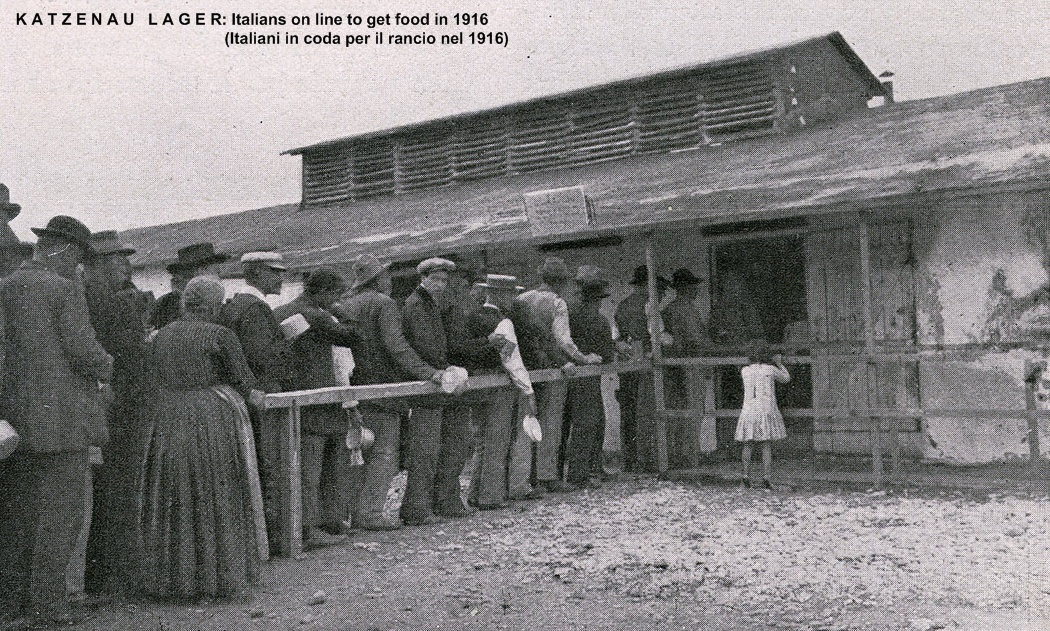
Italiani in coda per il rancio al Campo di internamento di Katzenau, in Austria nel 1916

Mentre per il resto d'Italia la prima guerra mondiale ebbe inizio nel 1915, in Trentino, in quanto parte dell'impero austro-ungarico, il conflitto ebbe inizio un anno prima.
Le ostilità fra Serbia e Austria-Ungheria, sfociate nella dichiarazione di guerra emanata da Francesco Giuseppe il 28 luglio 1914, causarono la mobilitazione generale dell'esercito e della popolazione maschile con meno di 40 anni del Trentino, dal quale partirono circa 60.000 persone, per lo più destinate a combattere contro i russi sul fronte orientale in varie regioni, al confine con il Regno di Serbia, nei Carpazi, in Bucovina, in Volinia e principalmente in Galizia (tra Polonia e Ucraina). La maggior parte fu inquadrata nei reggimenti di Kaiserjäger e Landesschützen, Da notare che nonostante le preoccupazioni riguardo alla fedeltà dei soldati trentini, i casi di diserzione furono quasi nulli, anche se le autorità militari lamentarono il fatto secondo cui gli austrotedeschi combattevano valorosamente, mentre gli altri popoli dell'impero - e segnatamente cechi e italiani - sarebbero stati codardi ed inaffidabili di fronte al nemico: questa narrazione (basata più su pregiudizi e scetticismi di antica data che sui dati effettivi e dei comportamenti reali dei soldati) prese talmente piede in Austria da imporsi per parecchi decenni, parallelamente alla sua esaltazione in Italia, letta all'opposto in chiave irredentista. La mobilitazione privò il Trentino di forza lavoro e compromise tutti i settori produttivi, specialmente quello agricolo che passò in mani femminili.
Nel frattempo Cesare Battisti e ad alcuni irredentisti, circa 700-800 persone, assieme ad altri studenti trentini (tra cui Giovanni Pedrotti e Guido Larcher), fuggirono in Italia e inviarono un indirizzo a Vittorio Emanuele III affinché dichiarasse guerra all'Austria e liberasse le terre irredente. Tuttavia l'allora deputato al parlamento di Vienna Alcide De Gasperi, comunicando nel febbraio del 1915 col direttore della Reichspost Friedrich Funder, ripeté quanto aveva già comunicato all'ambasciatore imperiale a Roma Karl von Macchio nell'autunno del 1914, e cioè che «il 95% della popolazione italiana del Tirolo del Sud propende a causa dei suoi naturali interessi verso l’Austria alla quale ha appartenuto attraverso i secoli», posizione poi radicalmente rivista da De Gasperi in seguito agli eventi bellici.
Nel corso della prima metà del 1915 il governo italiano (su pressione del parlamento e di Giovanni Giolitti) cercò di negoziare con gli austro-ungarici la neutralità del Regno in cambio del Trentino e di parte della Venezia Giulia. Allettato tuttavia dalle offerte della Triplice Intesa (che garantiva all'Italia in caso di intervento anche l'Alto Adige, l'Istria, la Dalmazia e altri territori), il governo italiano, con l'appoggio del Re, dichiarò il 24 maggio 1915 guerra all'Austria-Ungheria e successivamente, il 25 agosto 1916, alla Germania.
Con l'ingresso in guerra dell'Italia la società trentina si ritrovò spaccata dal conflitto: i 60.000 soldati trentini arruolati nell'imperiale regio esercito si ritrovarono nemici dei 759 irredentisti che, come Cesare Battisti, scelsero di arruolarsi nel Regio Esercito italiano.Di questi, 132 morirono e 70 rimasero feriti. Subito in Trentino scattarono pesanti repressioni da parte delle autorità austriache. Circa duemila persone accusate d'irredentismo furono deportate nel campo di internamento di Katzenau, mentre iniziava l'evacuazione della popolazione dei paesi posti sulla linea del fronte. Decine di migliaia di trentini furono sottoposti a domicilio coatto e costretti a vivere come profughi in altre parti dell'impero asburgico, spesso finendo nelle città di legno, i grandi campi profughi in cui molti morirono per la fame e le malattie. Nella prima metà del 1915 furono sciolti i consigli comunali di Trento e Rovereto, che furono affidate ad amministratori ufficiosi (Trento all'avvocato Adolfo de Bertolini e Rovereto al capitano distrettuale Giovanni Hafner). Il vescovo di Trento Celestino Endrici fu obbligato a ritirarsi nel monastero di Heiligenkreuz, nei boschi viennesi.
Anche verso il Regno d'Italia si verificò un forte esodo dei trentini, con profughi provenienti dai paesi e dalle vallate occupate dal Regio esercito italiano, che vennero disseminati in varie parti d'Italia. Da parte italiana si intensificò l'azione repressiva e circa 1.500 vennero incarcerati in quanto austriacanti. Furono circa 35 000 gli evacuati trentini che finirono nel Regno d'Italia, ma la loro sorte fu ben peggiore di quelli evacuati in Austria. Furono trasportati in tutte le province italiane, anche nel meridione, indirizzati in rifugi molto precari, con gravi problemi di alimentazione e dove patirono, vigilati anche dai carabinieri, una vita di stenti, privazioni e umiliazioni.
Ben presto si susseguirono una serie di operazioni militari sul fronte trentino. Nelle prime settimane dall'entrata in guerra del Regno d'Italia, mentre l'afflusso delle truppe regolari procedeva con lentezza (gli austro-ungarici erano già impegnati sul fronte russo), i confini del Tirolo furono difesi grazie al contributo delle compagnie di volontari Standschützen, comprese quelle di lingua italiana del Trentino, gli Scizzeri, anche se la maggior parte dei soldati trentini di lingua italiana venne mandato a combattere sul fronte orientale. Altri trentini non risposero alla chiamata alle armi austriaca e si arruolarono nelle file dell'esercito italiano, come Cesare Battisti, che fu in seguito catturato e giustiziato dagli austro-ungarici come traditore (1916) assieme a Fabio Filzi e Damiano Chiesa.
Nel 1915 l'Italia riuscì con successo ad attuare una serie di operazioni militari, occupando la Bassa Valsugana e il Primiero nel Trentino orientale, il Tonale e la Valle di Ledro in quello occidentale. Alla ritirata strategica austro-ungarica fece seguito nel 1916 una risposta durissima sul fronte trentino, la Strafexpedition ossia "spedizione punitiva". In seguito la situazione volse a favore della truppe austro-germaniche che travolsero gli italiani a Caporetto (9 novembre 1917); a seguito di questa disfatta le truppe italiane furono costrette a ritirarsi sulla linea del Piave e ad abbandonare le linee lungo il Trentino orientale.

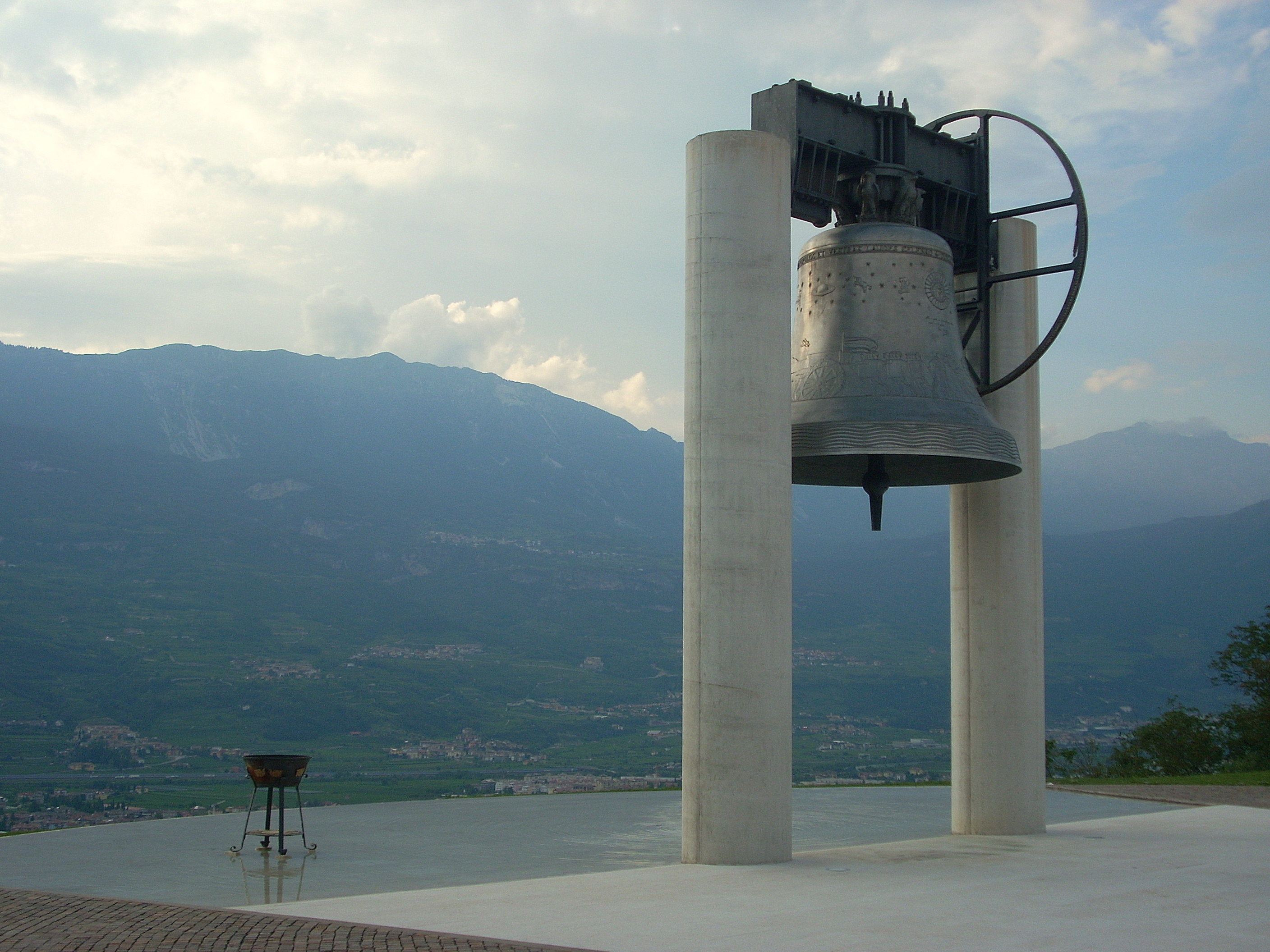
Campana dei Caduti

La sostituzione di Cadorna con Diaz avvenne in coincidenza all'aggravarsi delle condizioni politiche interno dell'impero austro-ungarico ormai in disfacimento (anche in seguito alle rivendicazioni nazionalistiche dei popoli ad esso sottoposti): le sorti della guerra cambiarono a favore dell'Intesa anche sul fronte trentino e con le decisive vittorie italiane il 3 novembre 1918 veniva firmato l'armistizio; lo stesso giorno le truppe italiane occupavano Trento.
Il bilancio per il Trentino fu di oltre 11.000 morti, 14.000 feriti, 12.000 prigionieri, 75.000 sfollati in Austria e 35.000 nel resto d'Italia. In ricordo di tutti i caduti don Antonio Rossaro fece costruire nel 1924, con il bronzo dei cannoni delle nazioni ex belligeranti, la Campana dei Caduti situata sul colle di Miravalle a Rovereto.
Da notare che se in Italia la retorica nazionalista esaltò i “ragazzi del '99”, l'impero austro-ungarico, vicino al collasso, fu costretto a reclutare anche la classe dei nati nell'anno 1900.
Anche i danni riportati dall'economia trentina furono enormi: dal 1914 al 1918 venne dimezzato il patrimonio zootecnico (da 106.000 a 54.000 capi), ridotta a meno della metà la superficie coltivata (da 527.000 a 205.000 ettari) e quasi del tutto abbandonata la produzione vitivinicola (da 703.000 a 174.000 quintali). A tutto ciò bisogna aggiungere l'impossibilità di recuperare il denaro investito in titoli di stato austriaci, come quello depositato o investito in Austria o in Ungheria. La corona austroungarica fu cambiata a 0,40 lire italiane (per i biglietti della banca austro-ungarica in corone) ovvero a lire 0,80 (per le monete). Ben più drammatica fu la situazione nella neonata Repubblica austriaca, dove l'iperinflazione causò un aumento dei prezzi rispetto al periodo anteguerra di 14.000 volte.
Ottone Brentari, noto irredentista, durante una conferenza svoltasi a Milano subito dopo la fine della guerra, il 12 giugno 1920, riporta numerose critiche alla gestione della ricostruzione messa in atto dal nuovo governo italiano. Nella relazione da lui redatta, dal titolo "L'allegra agonia del Trentino", accusa il governo italiano di aver speso numerose belle parole, ma senza aver poi tenuto fede e messo in atto quanto promesso.

#### Prigionieri di guerra
Le operazioni belliche si svolsero per la maggior parte sulle creste di confine, in condizione estreme superando anche tremila metri di altezza. Per mantenere una linea di difesa solida ed efficace, ovviamente, furono necessari molti sforzi. A questo scopo, l'impero asburgico dovette ricorrere all'aiuto dei bambini, degli anziani e delle donne che vivevano nelle vallate adiacenti al fronte. Tuttavia, nella maggior parte dei casi, si utilizzarono i prigionieri di guerra provenienti dal fronte orientale. Pur essendo di nazionalità diverse, questi ultimi erano genericamente chiamati "russi". Durante la prima guerra mondiale le montagne del Trentino diventarono una sorta di vero e proprio crocevia di culture, lingue e genti, la cui storia viene poco spesso narrata.
Erano impiegati nei lavori più disparati: per tracciare e migliorare le strade, le ferrovie e le funivie, per scavare ricoveri, come portatori se aggregati alle colonne di munizioni e di viveri, per il ripristino delle trincee e la sistemazione dei sentieri (come quello "dei Serbi" a Castellano), nonché, in inverno, per lo sgombero della neve. Erano, quindi, utilizzati come "muli umani" e si trovarono sottoposti a fatiche inenarrabili, malvisti e nutriti, male acquartierati, sporchi, poco assistiti e maltrattati. Va attribuita a questa unità parte del merito per la costruzione delle opere campali, la creazione di scalinate in granito e quanto altro è ancora oggi possibile ritrovare sui luoghi della Grande Guerra. Alcuni prigionieri vennero impiegati anche per lavori agricoli e di manovalanza, andando a sostituire gli uomini partiti per il fronte. In particolare, secondo i verbali d'interrogatorio di alcuni prigionieri russi, che nel 1917 disertarono in varie zone del fronte presidiato dalla I armata, si legge che molti di loro erano occupati nei mulini, nei forni da campo, nei panifici, nelle torbiere e nelle segherie. I prigionieri di guerra venivano utilizzati come manodopera coatta in vari ambiti, quali il lavoro nei campi, ma maggiormente nella trasformazione del territorio alpino in territorio bellico. Furono impiegati nella costruzione di forti, trincee e baraccamenti ma anche di linee ferroviarie, le cui tracce permangono ancora oggi.
La presenza dei prigionieri di guerra emerge continuamente nei diari, nelle lettere, nelle testimonianze e nei documenti. Dovunque fossero, questi uomini pativano la fame e morivano da paria, senza un nome e senza un volto. Il territoriale viennese Josef Medvescig, nel suo diario, annotò il 5 aprile: "Nove russi sono scappati e sono andati dagli italiani. Tre sono stati uccisi, mentre gli altri sono andati dall'altra parte. Non credo proprio che di là riceveranno di più da mangiare. Sono sempre affamati e molti cercano qualcosa per terra come le galline". Si può notare, quindi, quali fossero le condizioni in cui i prigionieri russi si ritrovarono a vivere, poco nutriti e sottoposti a qualsiasi tipo di ingiuria. Per molti di loro, una delle possibilità di sottrarsi a una condizione di schiavitù e alla fame era fuggire, attraversando la frontiera e trovando rifugio presso gli italiani. Il tenente Felix Hecht, ad esempio, registrava nel suo diario molti casi di fuga, criticando il fatto di usarli in prima linea. Altri, invece, si nascondevano e andavano a formare delle bande che uscivano la notte a razziare. 
Nei diari e nelle memorie viene raccontata la faticosa convivenza: i prigionieri erano guardati con diffidenza, in quanto venivano da luoghi lontani e cercavano disperatamente di sopravvivere. Questo suscitava la compassione dei locali, poiché rivedevano nelle sofferenze dei prigionieri quelle a cui figli e mariti, prigionieri in Russia, potevano essere soggetti. 

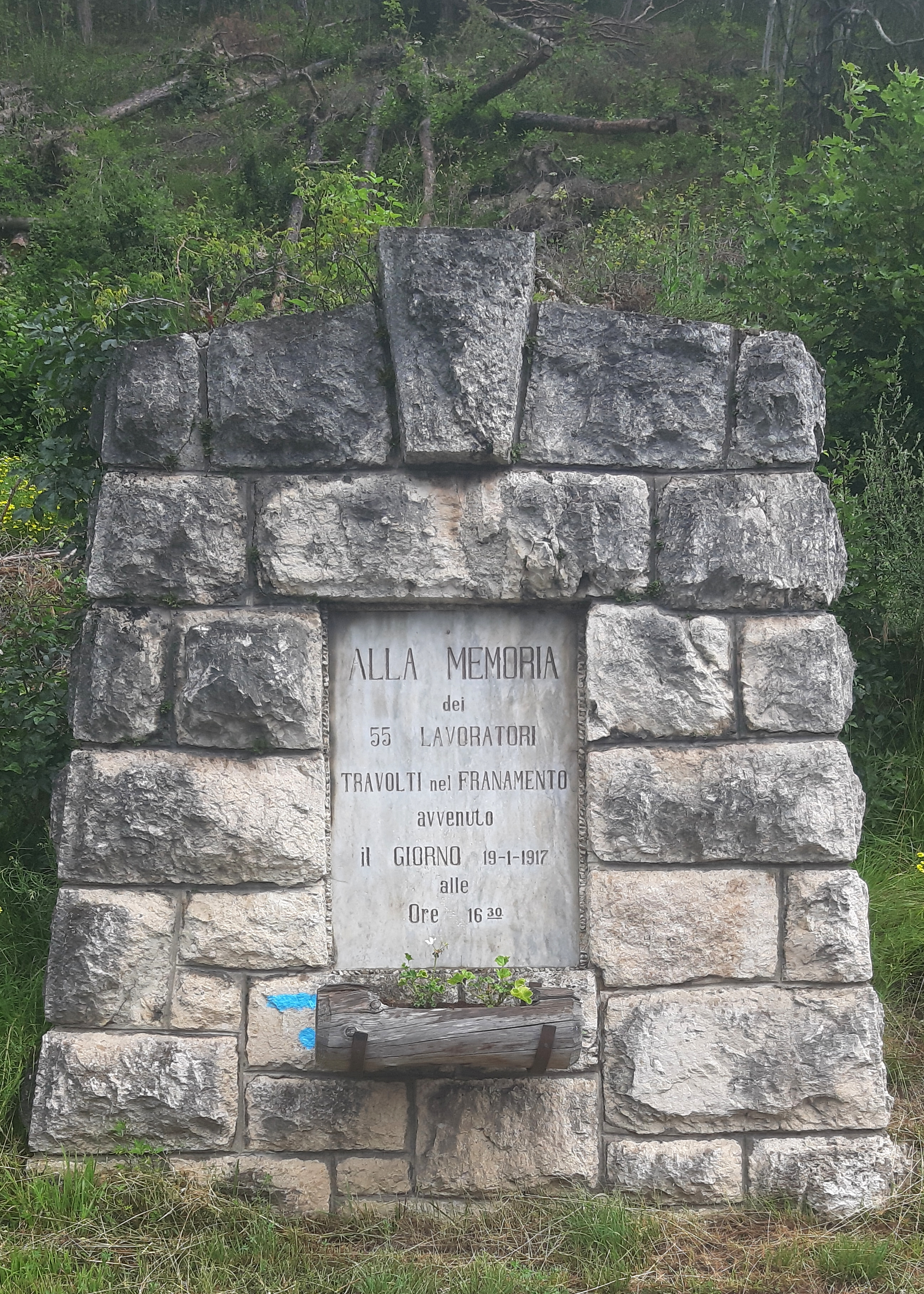
Monumento alle vittime della frana di Venzan

Oggigiorno si tende a ricordare solo coloro che caddero sui campi di battaglia, come nel caso del monumento nei pressi di Malga Slapeur, sull'altopiano di Asiago, che celebra i caduti per la conquista del monte Fior. Nel caso di caduti a causa di stenti e sfruttamento si hanno più difficoltà nel cercare di far riemergere cosa accadde: nel 1917 una frana a Venzan (nel comune di Panchià) uccise 55 prigionieri, che vennero poi ricordati semplicemente come "lavoratori", senza tener conto di tutto ciò che queste persone avevano dovuto subire.
La memoria di questi prigionieri di guerra è molto più sentita in Alto Adige grazie all'azione di centri che organizzano ricerche e commemorazioni in luoghi significativi, le prime svolte sul Carè Alto, dove è presente una piccola cappella lignea, costruita dai prigionieri russi nel 1917. I prigionieri di guerra serbi vengono minormente ricordati, dal momento che, fin dall'inizio venivano visti come colpevoli dello scoppio della guerra.

### Primo dopo guerra

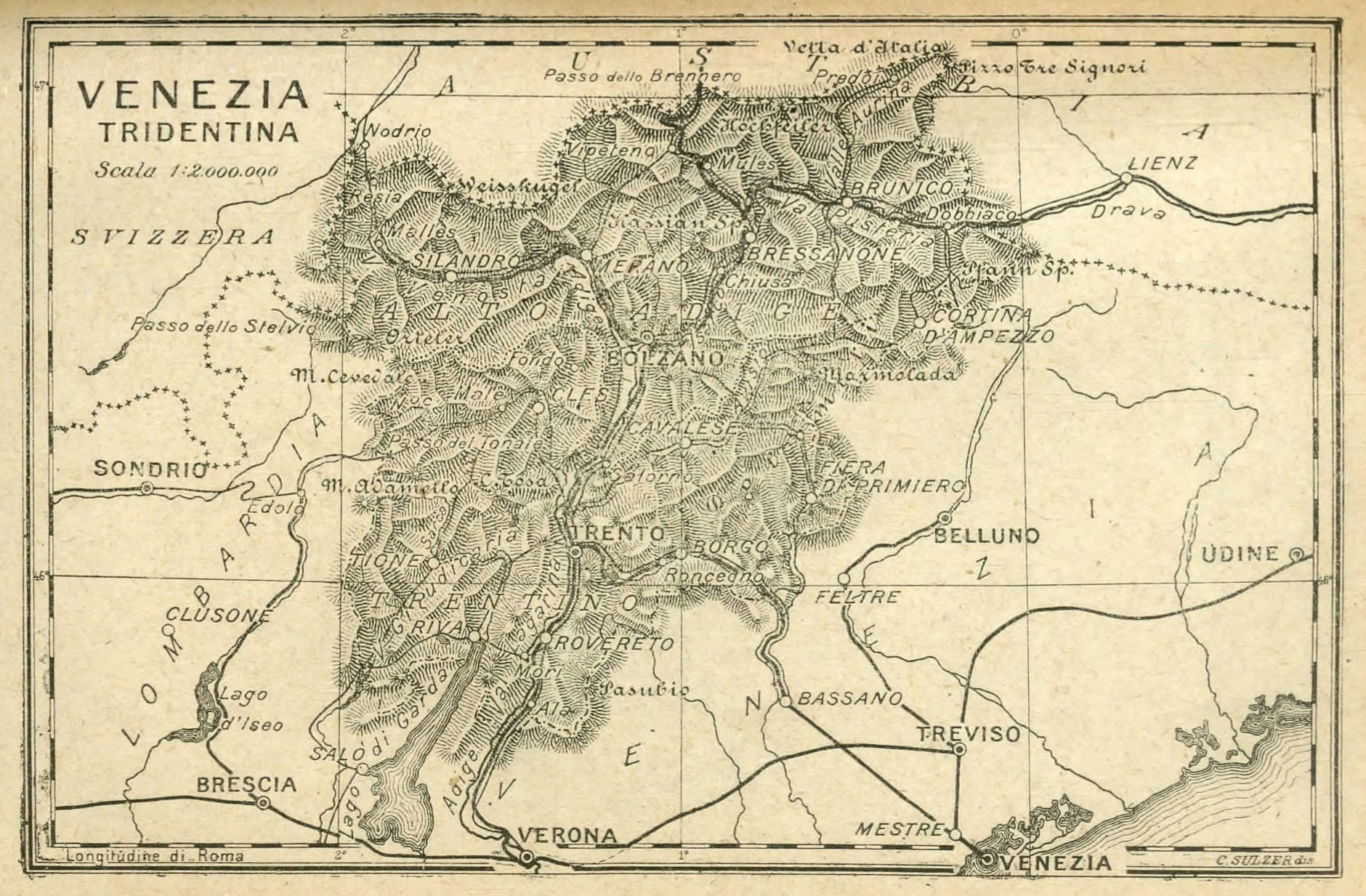
Mappa della Venezia Tridentina del 1921

In base al trattato di Saint-Germain-en-Laye (1919), che riprendeva sul punto il Patto di Londra, il Trentino, assieme al Tirolo a sud del Brennero, fu annesso al Regno d'Italia.
Il 4 novembre 1918, il giorno successivo all'entrata delle truppe italiane a Trento, si insedia in città un governatore militare, il generale Guglielmo Pecori Giraldi comandante della I Armata, con pieni poteri politici e amministrativi sui territori occupati fino al confine del Brennero.
Al governatorato militare succede nel luglio 1919 un periodo di governatorato civile e l'onorevole Luigi Credaro viene nominato commissario generale civile per la Venezia Tridentina. Si iniziò così a discutere della struttura istituzionale definitiva del Trentino all'interno del Regno d'Italia. Tutti i partiti politici presenti in trentino fecero richiesta affinché fosse garantito alla provincia il diritto all'autogoverno, con competenze simili a quelle precedentemente assegnate dal governo austriaco. Le diversità riguardavano il quadro territoriale dell'autonomia che i liberali avrebbero preferito a livello regionale, i socialisti attribuito a due province, il Trentino e l'Alto Adige, ed i popolari ad una regione decentrata in due province. Assicurazioni sul futuro autonomistico erano state date dal sovrano, dal governo Nitti e da quello Giolitti.
Nel periodo del Commissariato civile le forze politiche del Trentino definirono inoltre la loro organizzazione ricostituendosi dopo la guerra. I socialisti favorevoli al massimalismo nel luglio 1919 erano confluiti nel partito socialista mentre il dissidente gruppo "battistiano" nell'ottobre 1920 aderiva al partito socialista riformista; un'altra scissione avveniva nel 1921 che dava origine al partito comunista. Il partito popolare si ricostituì in Trentino nell'ottobre 1919 mentre i liberali davano vita all'associazione liberale democratica nell'ottobre 1920, legata al partito liberale democratico, ed entravano nel partito liberale all'atto della sua costituzione nell'ottobre 1922. Anche la lega dei contadini riprese brevemente attività dal 1919 al 1921.
Successivamente all'approvazione, con legge 26 settembre 1920 n. 1322, del trattato di Saint Germain del 10 settembre 1919, viene sancita formalmente l'annessione, il 10 ottobre 1920, della Venezia Tridentina corrispondente in larga misura al recente Trentino-Alto Adige.
Le consultazioni politiche del maggio 1921 portarono, attraverso l'elezione nel collegio di Trento di cinque popolari e due socialisti, le istanze del Trentino alla Camera. Tra le file dei popolari venne eletto anche Alcide De Gasperi.
In regione si tengono nel gennaio 1922 le prime elezioni comunali dal 1914: il partito popolare ottiene maggioranze in gran parte dei consigli comunali, a Trento viene eletto sindaco il liberale Giovanni Peterlongo.
La Commissione per la Venezia Tridentina nell'aprile 1922 approvava un ordine del giorno che sollecitava l'Ufficio centrale per le nuove province, istituito a Roma nel 1919, ad elaborare un abbozzo di statuto per coordinare l'autonomia provinciale e comunale alle leggi del regno. Il progetto era però destinato ad essere archiviato di fronte al collasso dello stato liberale il quale si preannunciò a Trento il 5 ottobre 1922 quando i fascisti occuparono la sede della giunta provinciale straordinaria e costrinsero Luigi Credaro, commissario generale civile, a lasciare la carica.

### Regime fascista
Con regio decreto 21 gennaio 1923 n. 93 viene istituita la provincia di Trento comprendente tutto il territorio regionale eccetto i comuni di Ampezzo, Livinallongo e Colle Santa Lucia che furono aggregati alla provincia di Belluno.
Il 18 febbraio 1923 entrava in vigore nella provincia la legge comunale italiana che cancellava molte libertà dei comuni e gli statuti propri delle città di Bolzano, Trento e Rovereto. Con provvedimenti del 1926 sarà poi istituito il sistema podestarile non elettivo, ma di nomina esecutiva. Con interventi d'autorità, si avrà inoltre l'aggregazione di comuni trentini portati da 366 a 127 distruggendo un'articolazione conforme alla geografia e che costituiva l'elemento basilare della vita comunitaria. Alcuni aspetti dell'ordinamento asburgico furono tuttavia mantenuti, come il sistema austriaco di pubblicità immobiliare del Libro Fondiario. Inoltre, il regime fascista pose fine al sistema cooperativo radicatosi in Trentino (e ispirato dal sistema Raiffeisen), con le casse rurali, i caseifici sociali, le famiglie cooperative di consumo, i consorzi di bonifica e le cantine sociali, e lo sostituì con il sistema corporativo.
Numerose proroghe non permetteranno lo svolgimento delle elezioni dei rappresentanti del Consiglio provinciale di Trento fino alla riforma del 1928 sul rettorato provinciale. Dal 1923 al 1929 infatti, la Provincia di Trento è retta da amministrazioni straordinarie di nomina prefettizia.
Nell'agosto del 1923 Enrico Conci, presidente della giunta provinciale straordinaria dal 1921, si dimise dalla presidenza e con lui i rappresentanti del partito popolare in seno ad essa. Anche il sindaco di Trento, Giovanni Peterlongo, lascia la carica lo stesso mese.
Le elezioni del 1924 videro l'affermarsi della lista tedesca e del partito popolare, superando la lista fascista, nella provincia di Trento evidenziando l'estraneità del fascismo sul territorio.
Nel 1927 viene istituita, staccandola da quella di Trento, la provincia di Bolzano. Le aspirazioni di una maggiore autonomia tuttavia, secondo Antonio Zieger, vennero presto dimenticate perché il nuovo governo rigidamente centralista si dimostrò insensibile ai problemi locali.
Nel 1929 i comuni di Pedemonte e Casotto, nella Val d'Astico, furono aggregati alla provincia di Vicenza e nel 1934 il comune di Valvestino, comprendente a quel tempo anche Magasa, situato nell'Alta Val Vestino, passò alla provincia di Brescia.
Nella provincia di Bolzano, separata da quella di Trento, non furono invece inclusi alcuni comuni abitati dalla minoranza tirolese di lingua tedesca (Oltradige e Bassa Atesina: Anterivo, Bronzolo, Cortaccia, Egna, Lauregno, Magrè (dal quale fu successivamente scorporato il comune di Cortina sulla strada del vino), Montagna, Ora, Proves, Salorno, Senale-San Felice e Trodena. Tali comuni, riuniti nel distretto di Egna, furono interessati dall'accordo Mussolini-Hitler sulle opzioni:in provincia di Bolzano l'adesione al Terzo Reich fu massiccia, l'adesione in provincia di Trento fu molto più contenuta. Di 24.453 abitanti interessati, 13.015 optarono per la cittadinanza tedesca (appena il 53%).

#### Economia trentina durante il fascismo
Nel ventennio fascista il Trentino attraversò inoltre una crisi economica, causata dalle conseguenze della Grande guerra, dal ristagno dell'agricoltura, dalla limitata possibilità dell'emigrazione a seguito della politica fascista e dalla carenza di investimenti pubblici, dirottati in più larga misura in Alto Adige, terra da "italianizzare". Numerosi trentini si trasferirono in Alto Adige per lavorare nelle fabbriche costruite dal regime.
In Trentino, come nel resto d'Italia, il fascismo represse gli avversari politici e privò di ogni reale libertà i sindacati e il movimento cooperativo. La fine del fiorente cooperativismo cattolico ebbe pesanti ricadute sull'economia locale. Durante il regime fascista non si registrò alcuna sensibile variazione nella struttura economica del territorio, e quindi alcuna modernizzazione o sviluppo. La popolazione impiegata in agricoltura passò dai 56,44% del 1921 ai 55,26% del 1936, quella addetta all'industria dal 23,53% al 24,90%, mentre gli impiegati nel terziario passarono dal 20,03% al 19,84%. Come nell'anteguerra continuavano a mancare le aziende industriali che riuscissero a superare una dimensione artigianale. Nel 1937, il 95,72% delle 11.314 imprese industriali trentine occupava al massimo 5 dipendenti.
La situazione dell'economia trentina venne resa ancor più dura agli inizi degli anni '30 del XX secolo dalla grande crisi che colpì le economie capitalistiche di tutto il mondo, senza risparmiare l'Italia. In Trentino i risparmi depositati nelle banche si contrassero in quattro anni del 46%, passando dai 708 milioni del 1930 ai 384 del 1934; il risparmio medio per abitante scese nello stesso periodo da 1.816 a 986 lire. Dei sei istituti locali di credito attivi nel 1930, solo due erano ancora esistenti quattro anni dopo. Ancora più drammatico il quadro occupazionale: i disoccupati trentini passarono dai 1.820 del 1929 agli 11.089 del 1933. Sarebbero scesi a 9.000 l'anno successivo e a 4.860 nel 1936, l'anno della conquista dell'Etiopia e della proclamazione dell'Impero. Anche chi era riuscito a conservarsi il posto di lavoro non aveva di che gioire, il suo orario di lavoro tornò a superare le otto ore giornaliere mentre il suo salario si contrasse del 25%, a fronte di un costo della vita diminuito del 22%.
L'unica industria che conobbe un vero e proprio boom fu quella idroelettrica, un'attività che non si traduceva in stabili ricadute occupazionali. A partire dagli anni '20 del XX secolo le grandi aziende elettriche nazionali iniziarono la costruzione di grandi centrali. Nel 1942 la potenza installata nelle centrali idroelettriche in trentine sarà di 320.000 Kw, di cui il 44% di proprietà Edison, il 25% della Società Elettrica Ponale, controllata da Edison e Società Adriatica di Elettricità (SADE), il 24% della Società Industriale Trentina (SIT), di proprietà del comune di Trento. Di fatto le acque dei fiumi e dei torrenti trentini, l'unica vera materia prima di valore che il territorio metteva a disposizione in quantità abbondanti, servivano a produrre energia elettrica che veniva esportata fuori provincia. Le popolazioni locali subivano gli effetti delle modificazioni del territorio determinate dalla creazione di dighe e bacini artificiali ma non ne traevano alcun giovamento. Le grandi aziende elettriche private agivano infatti in una situazione oligopolistica (poche grandi aziende si spartivano il mercato nazionale) e la loro azione era finalizzata al raggiungimento profitto, senza che vi fosse alcuna forma di calmiere delle tariffe imposto dallo Stato a tutela dell'interesse collettivo. Anzi, durante il regime fascista alle società elettriche oligopolistiche, in virtù del loro peso nell'economia nazionale nonché dei loro buoni rapporti con il potere politico, venne concesso un sistema stabile di sostegno pubblico. Il risultato fu che in Italia l'elettricità rimase un genere sostanzialmente di lusso.

### La seconda guerra mondiale

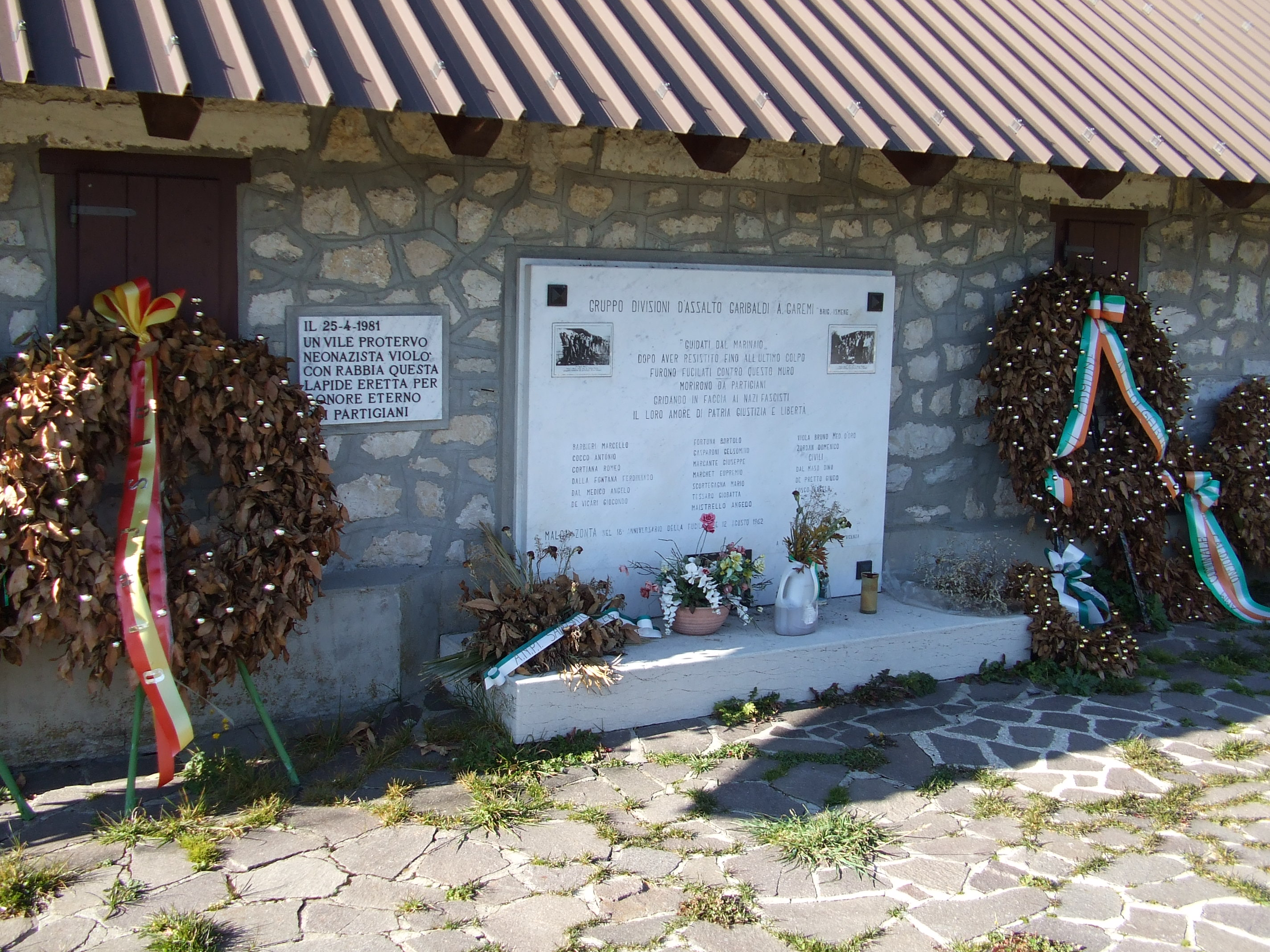
L'eccidio di Malga Zonta con la lapide in memoria dei partigiani fucilati nel 1944

Dopo la caduta di Mussolini, il Trentino assieme all'Alto Adige e alla Provincia di Belluno venne inglobato nella Zona d'Operazione delle Prealpi (10 settembre 1943) con capoluogo Bolzano e sottoposto all'amministrazione militare della Germania nazista, benché formalmente parte della Repubblica Sociale Italiana. In Trentino i tedeschi posero ai vertici dell'amministrazione l'avvocato liberale Adolfo De Bertolini, molto stimato dalla popolazione, anche per la sua intenzione di realizzare l'autonomia trentina. Con il 28 aprile 1944, la Gestapo di Bolzano organizza un'operazione di polizia diretta a colpire il Comitato di liberazione di Trento: sotto i colpi nazisti cadono numerosi patrioti mentre altri sono catturati.
Nelle valli si organizzavano diversi gruppi della Resistenza (tra l'altro in val di Cadino, val di Fiemme e Basso Sarca). Le truppe di occupazione naziste operarono una sanguinosa repressione anche in Trentino, culminata nelle stragi del basso Sarca (28 giugno 1944) e di Malga Zonta (12 agosto 1944). Il conte Giannantonio Manci, uno dei leader della resistenza trentina, si suicidò il 6 luglio 1944 gettandosi dal terzo piano della sede della Gestapo a Bolzano, per evitare le torture, mentre Gastone Franchetti, detto Fieramosca, venne fucilato nel capoluogo altoatesino il 29 agosto 1944.
Alle repressioni partecipò anche il corpo di sicurezza trentino (CST), concepito come forza di polizia, ma in realtà impiegato massicciamente fuori provincia (specie nel Bellunese e nel Vicentino) in operazioni antipartigiane e di rappresaglia.
Durante la seconda guerra mondiale Trento fu anche bombardata dagli alleati dal 2 settembre 1943 fino al 3 maggio 1945, per un totale di 80 incursioni che causarono circa 400 vittime e 1792 danneggiamenti di edifici. Durante il primo bombardamento si verificò la strage della Portela, dove vi furono circa 200 morti.
Dopo l'armistizio di Cassibile anche la zona trentina divenne territorio occupato fino alla fine del conflitto. Durante gli ultimi mesi però avevano misurato la violenza nei confronti della popolazione civile mentre si concentrarono su quella rivolta verso i partigiani al fine di permettersi una via di fuga semplice e veloce. Il 2 maggio 1945 le forze armate tedesche deposero le armi nonostante alcune truppe in ritirata ebbero il tempo di commettere alcuni eccidi, tra cui si ricordano l'eccidio di Malga Zonta, le stragi di Ziano, Stramentizzo e Molina di Fiemme e l'eccidio di Vattaro.
La liberazione arriva tardi in Trentino quando il 4 maggio gli alleati entrano a Rovereto e poi a Trento.
Mentre il 25 luglio 1945 il Comitato di Liberazione Nazionale di Trento inviò un ordine del giorno al Presidente del Consiglio italiano, Ferruccio Parri, per sostenere le mai sopite istanze autonomiste della popolazione trentina.

### Dal secondo dopoguerra al XXI secolo

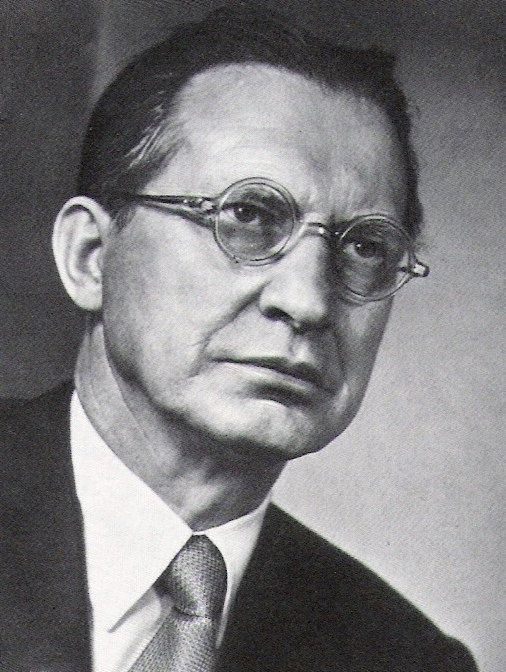
Lo statista trentino Alcide De Gasperi

Dopo la conclusione del secondo conflitto mondiale, l'Austria era un paese sconfitto, che aveva supportato il nazismo rendendosi complice dei suoi crimini. Cercò tuttavia di accreditarsi come "vittima del nazismo", chiedendo la sovranità sull'Alto Adige; pretesa che fu respinta dagli Alleati. Lo status della minoranza germanofona, sarebbe però stato regolato sulla base di un accordo bilaterale.
Al referendum istituzionale del 1946, il Trentino partecipò alla votazione, a differenza del Sud Tirolo occupato militarmente dagli Alleati, confermandosi la provincia più repubblicana d'Italia oltre che un'importante roccaforte democristiana per via del suo statista di fede repubblicana e fondatore, il trentino Alcide De Gasperi: con l’85% dei voti, cioè 191.639 contro i 33.816 monarchici tra i voti validi, la Provincia di Trento (che in quel momento comprendeva numerosi comuni poi aggregati alla futura Provincia Autonoma di Bolzano) votò in modo plebiscitario per la nascita della Repubblica italiana.
Il 5 settembre 1946 venne firmato a Parigi l'Accordo De Gasperi-Gruber, che prevedeva un'autonomia su base regionale, nonostante l'iniziale opposizione del Ministro degli Esteri austriaco Gruber. Al fine di garantire autonomia alla minoranza tedesca il 26 febbraio 1948 viene promulgata la legge costituzionale 26 febbraio 1948, n. 5 contenente lo Statuto speciale per il Trentino-Alto Adige. I comuni abitati dalla minoranza di lingua tedesca, della Bassa Atesina e dell'Alta Val di Non, furono staccati dal Trentino ed aggregati all'Alto Adige, con l'eccezione delle isole linguistiche cimbre e mochene, protette da apposite tutele.
Fino alla metà degli anni cinquanta la Democrazia Cristiana trentina e la Südtiroler Volkspartei (SVP), il partito di riferimento della popolazione di lingua tedesca in Alto Adige, collaborarono proficuamente nella gestione dell'ente regionale. Tuttavia nel 1955 si ricostituì la Repubblica Austriaca, che, liberatasi del controllo degli Alleati, sostenne una politica rivendicazionista per quanto riguarda la questione altoatesina. La SVP, alla cui guida si erano imposti i fautori di una politica intransigente nei confronti della popolazione e delle istituzioni italiane in Alto Adige, scelse allora una linea di scontro nei riguardi dell'istituto regionale. Le rivendicazioni sudtirolesi culminarono nel terrorismo del Comitato per la liberazione del Sudtirolo, le cui azioni sconfinarono anche in Trentino. In località Nassi di Faedo un ordigno inesploso posto su un albero che fiancheggiava la Strada statale 12 dell'Abetone e del Brennero causava la morte del cantoniere Giovanni Postal, originario di Grumo, che tentava di disinnescarla: fu così un trentino la prima vittima del terrorismo separatista. Due esponenti delle forze dell'ordine vennero dilaniati da una valigia bomba esplosa alla stazione di Trento il 30 settembre 1967, da essi portata lontana dai treni per evitare una strage.
Il Concilio Vaticano II (1962-1965) avviò un grande cambiamento anche nelle forme di intervento politiche e sociali. Proprio nel 1964 vennero ridefiniti i confini tra l'arcidiocesi di Trento e la diocesi di Bolzano-Bressanone, in modo tale che i confini corrispondessero a quelli provinciali. Artefice di questo passaggio fu l'allora vescovo di Bressanone Joseph Gargitter, precedentemente amministratore apostolico di Trento.
Nel 1972, dopo lunghe trattative che coinvolsero anche il governo austriaco, entrò in vigore il secondo statuto di autonomia, ovvero la riscrittura dello statuto del 1948, emanata con il decreto del Presidente della Repubblica 31 agosto 1972, n. 670, prevista dal Pacchetto per l'Alto Adige. Gran parte delle competenze della regione Trentino-Alto Adige vennero trasferite alle due province di Trento e di Bolzano, che divennero autonome, di fatto ciascuna una piccola regione, mentre la regione divenne un organo di raccordo fra le politiche del Trentino e quelle dell'Alto Adige.
A partire dagli anni sessanta e settanta il Trentino si caratterizzò per un deciso sviluppo economico, concomitante con il miracolo economico italiano e il boom del Nordest, trainato dal turismo e favorito dalle copiose risorse ottenute via via in misura sempre più abbondante per l'autogoverno.

La Val di Stava dopo la tragedia (19 luglio 1985)

Alcuni eventi tragici segnarono la storia della provincia (ed in particolare della Val di Fiemme) nella seconda metà del XX secolo:
- le due tragedie degli impianti a fune del Cermis: la prima il 9 marzo 1976, quando 42 persone di cui 15 bambini morirono precipitando nel vuoto. La causa della tragedia fu la rottura accidentale del cavo portante la cabina in cui si trovavano. La seconda strage del Cermis il 3 febbraio 1998, quando un aereo militare statunitense, passando sotto i cavi della funivia nel compiere evoluzioni non autorizzate, tranciò le funi dello stesso impianto, causando la morte di 20 persone;
- la catastrofe della Val di Stava il (19 luglio 1985), quando l'argine di un bacino di decantazione della miniera a monte della valle crollò, permettendo ad un'enorme colata di fango di calare sull'abitato di Stava e provocare la morte di 268 persone.

A partire dagli anni Novanta del XX secolo è stata rafforzata la cooperazione transfrontaliera tra le regioni del Tirolo storico a cavallo tra Italia e Austria. Insieme costituiscono la Euregio Tirolo-Alto Adige-Trentino, un gruppo europeo di cooperazione transfrontaliera, le cui sedute talora comprendono anche il Land austriaco del Vorarlberg.
Il rafforzamento dell'autonomia del Trentino, cui sono state nel corso degli anni attribuite deleghe di poteri statali con le relative coperture finanziarie, ha fatto nascere nel XXI secolo diversi progetti di aggregazione di comuni al Trentino-Alto Adige. Tali progetti non hanno avuto finora esiti pratici.